# Biserica reformată din Chendu Mic

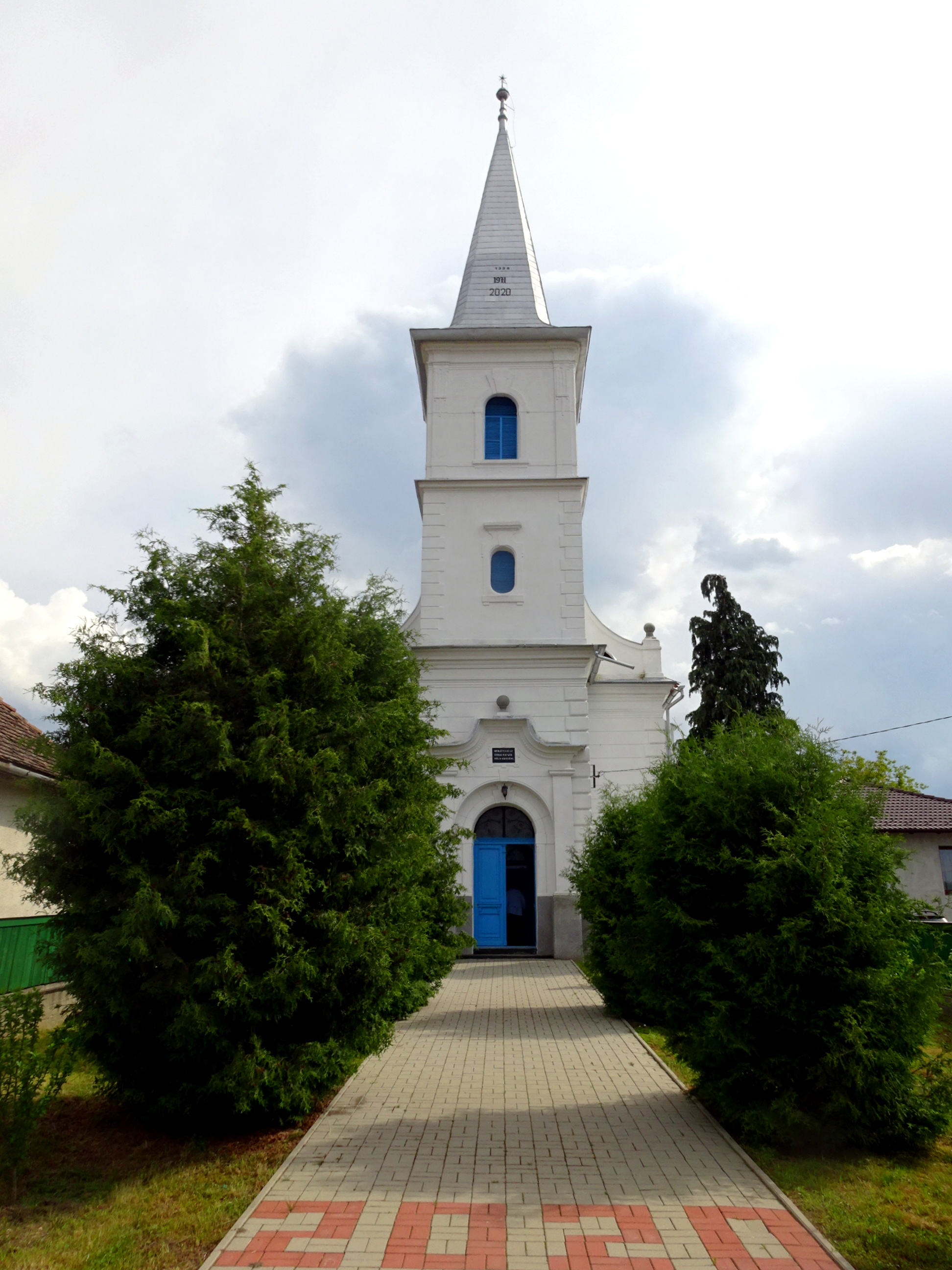
Biserica reformată din Chendu Mic (mai 2023)

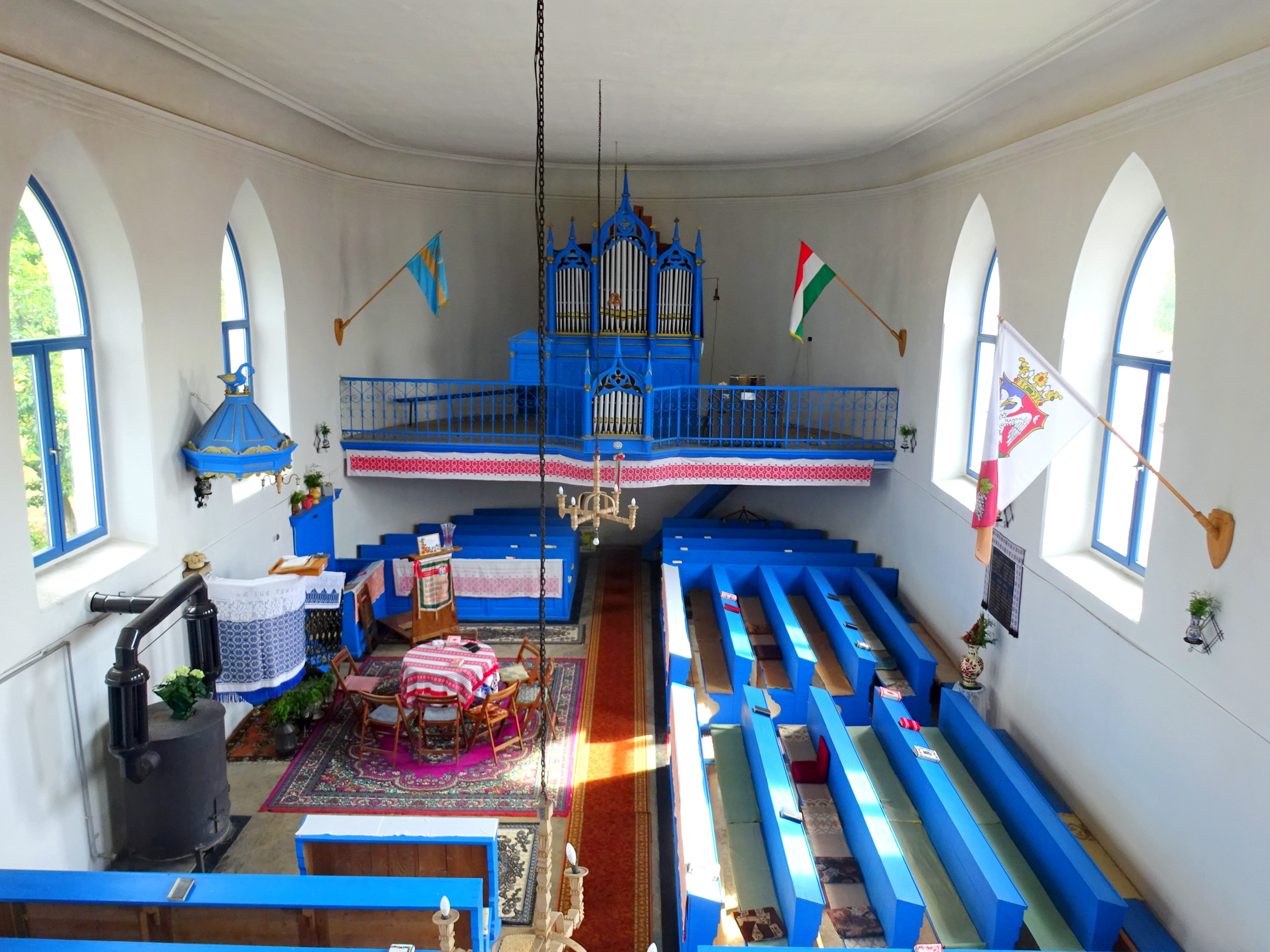
Interiorul navei

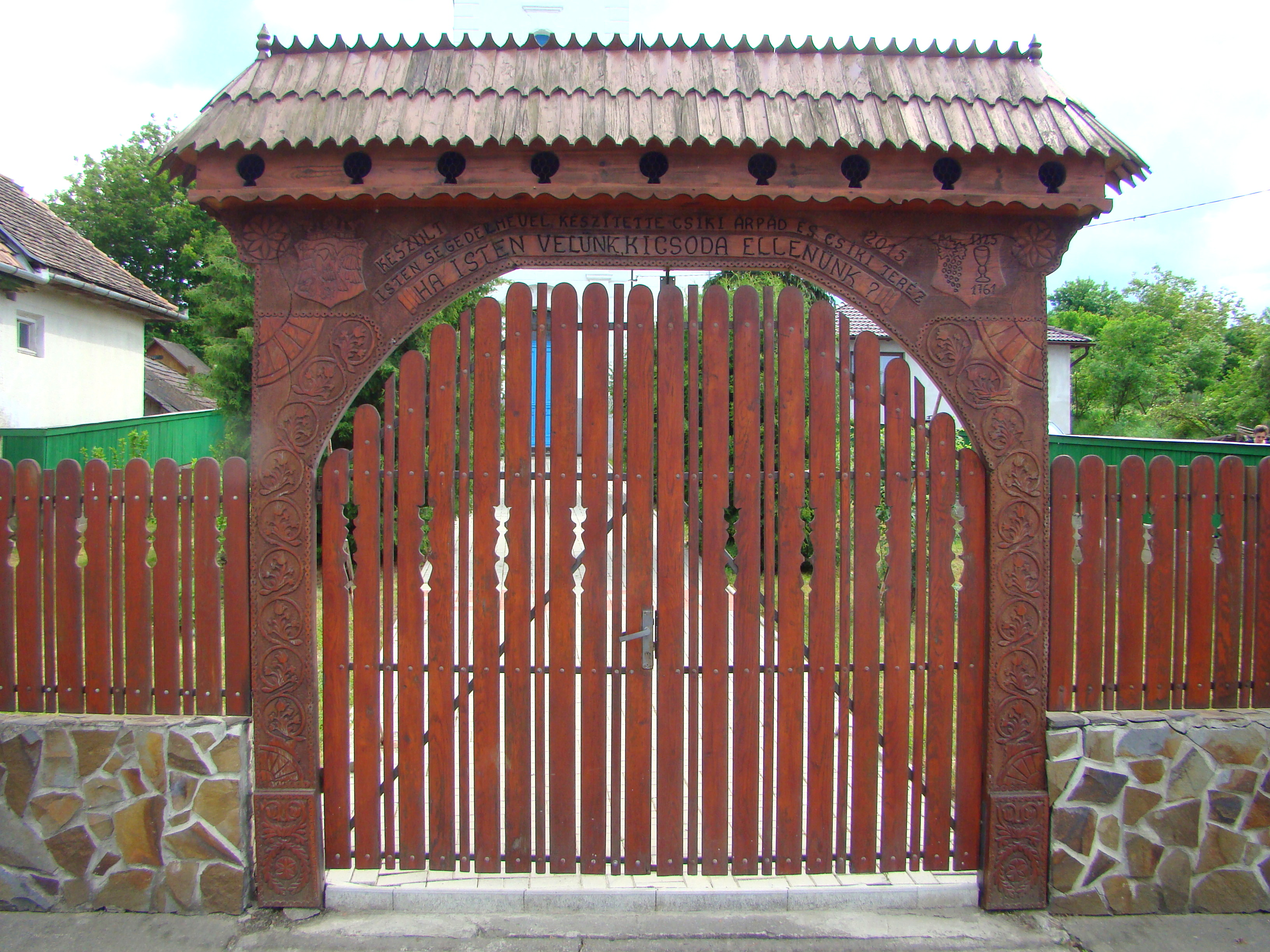
Poarta de lemn a bisericii

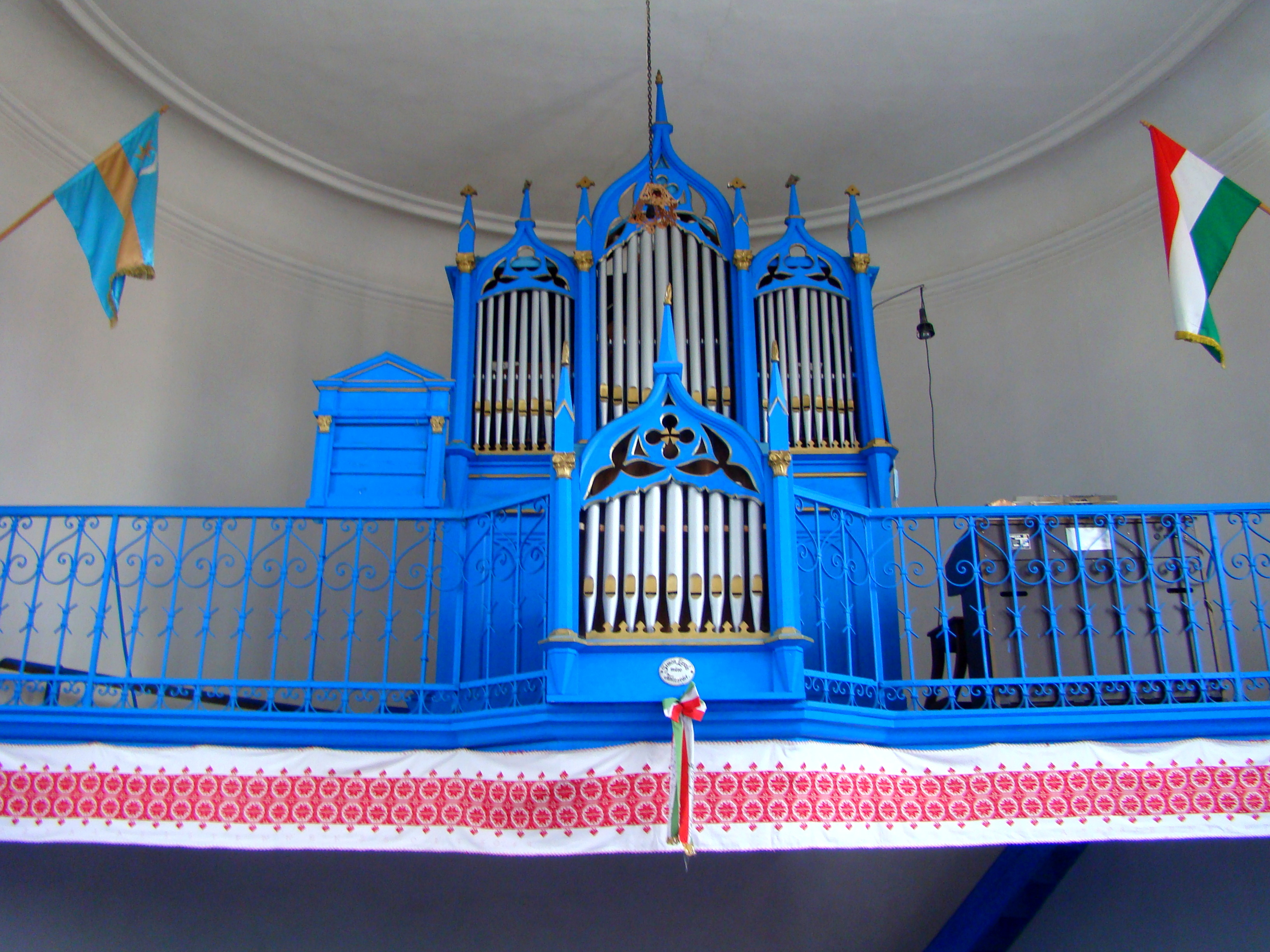
Orga bisericii, opera lui Simon László din Cluj

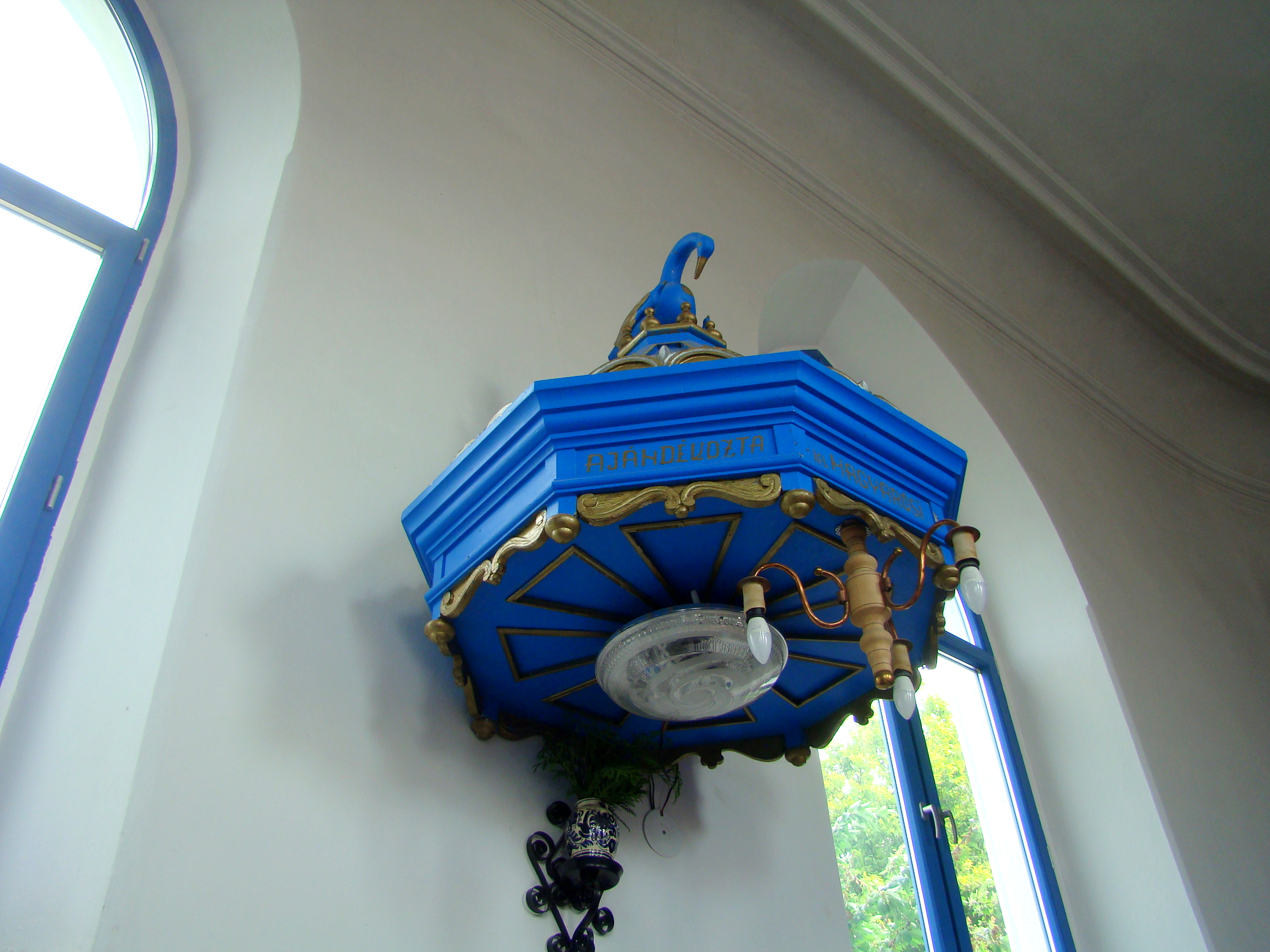
Coronamentul amvonului

Biserica reformată din Chendu Mic este un lăcaș de cult aflat pe teritoriul satului Chendu, comuna Bălăușeri. Este un monument reprezentativ pentru bisericile reformate de pe valea Târnavei Mici.

## Localitatea
Prima mențiune documentară este din anul 1325 în lista dijmelor papale cu deumirea Kendhida, care se referă la podul peste Târnava Mică, unde în epoca medievală se colecta vama. După aceea apare sub numele Alkend și în fine Kiskend (Chendu Mic), cu referire la mărimea satului.
Chendu Mic în epoca medievală era locuit de servitorii conacului nobiliar, care se află și astăzi pe locul vechi. În epoca medievală important era nobilul Simon, care stăpânea majoritatea comitatului. Chendu Mic se află in imediata vecinătate a secuimii, lângă Scaunul Mures și Scaunul Odorhei, care după 1876 au devenit Comitatul Mureș-Turda și Comitatul Odorheiu-Secuiesc.
Chendu Mic alături de Chendu Mare, Agrișteu, Bălăușeri, Filitelnic și Senereuș aparțineau de Comitatul Tărnava Mică. 
După moartea nobilului Simon domeniile lui au fost împărțite între copiii lui, un  hrisov menționând uciderea unuia dintre fiii săi, de către sașii din Senereuș, din cauza vămii la podul peste Tărnava Mică.
Din punct de vedere ecleziastic Chendu Mic era filia Parohiei din Chendu Mare, și înainte de Reformă și după. În secolul al XVI-lea sașii aderă la luteranism, iar ungurii, după 1550, la calvinism. Și filia din Chendu Mic devine reformat-calvină.
Odată cu secolul  XVIII, epoca Mariei Terezia aduce prosperitate și în localitate, marile conflicte armate rămânând departe de aceste meleaguri. A crescut și numărul populației. În prima parte a secolului al XVIII-lea apare tot mai mult dorința de se separa de parohia Chendu Mare.
1761 este data fondării Parohiei Reformate Chendu Mic în vechiul loc, care se afla în imediata vecinătate a conacului. Populația din punct de vedere social era alcătuită mai ales din iobagi. În Chendu Mare predomina tărănimea liberă.
Prima biserică era din vălătuci, dar la începutul secolului al XIX-lea apare prima biserică din piatră, în vechea vatră a satului.
Marea problemă a fost încă din vremuri străvechi inundațiile, vechiul loc al satului fiind în aria de revărsare a râului Târnava Mică. La sfârșitul secolului XIX, între 1880 și 1910, populatia din Chendu Mic se mută în locul de astăzi al satului. Treptat se contopește cu Chendu Mare, numai localnicii cunosc hotarul vechi  dintre cele două sate.

## Biserica
Biserica a doua s-a ruinat tot din cauza inundațiilor; în noul loc s-a construit prima dată parohia în 1889, iar în 1906 s-a construit și biserica, în stil neobaroc, cu o singură intrare, pe axa nord-sud, cu ferestre gotice mari și intrarea de 3,5 m înălțime. După intrare se găsește o placă comemorativă, care se referă la data construirii 1906, în timpul părintelui Gönczi Pál și curatorului Szolga István. Constructorul a fost Surinya Balázs din Diciosânmărtin (Târnăveni), cel care a construit si prima biserică ortodoxă din piatră din Târnăveni.
În biserică sunt 58 de bănci, iar în corul din față se găsește orga făcută de Simon László din Cluj, în anul 1907. Culorile predominante sunt alb, albastru deschis, roșu. Biserica este încălzită din 1984 cu gaz și lemne, iar curent electric este din 1982. În turn sunt două clopote, amândouă din secolul XX, cele vechi fiind rechiziționate în timpul războiului. 
În curtea bisericii este un bust al regelui hun Attila, copie fidelă a celui din Tápiószentmárton din comitatul Pesta, Ungaria.
Poarta și gardul din lemn au motive ce reprezintă blazonul satului și al Eparhiei Reformate din Ardeal, motivele cioplite sunt motive autohtone contopite din porti vechi din secolul al XIX-lea. Poarta este făcută în 2015 de un meșter din Corund.
Lângă casa parohială din 1889 este și o casă de rugăciune, Casa Prieteniei, din 1995.

## Imagini din exterior

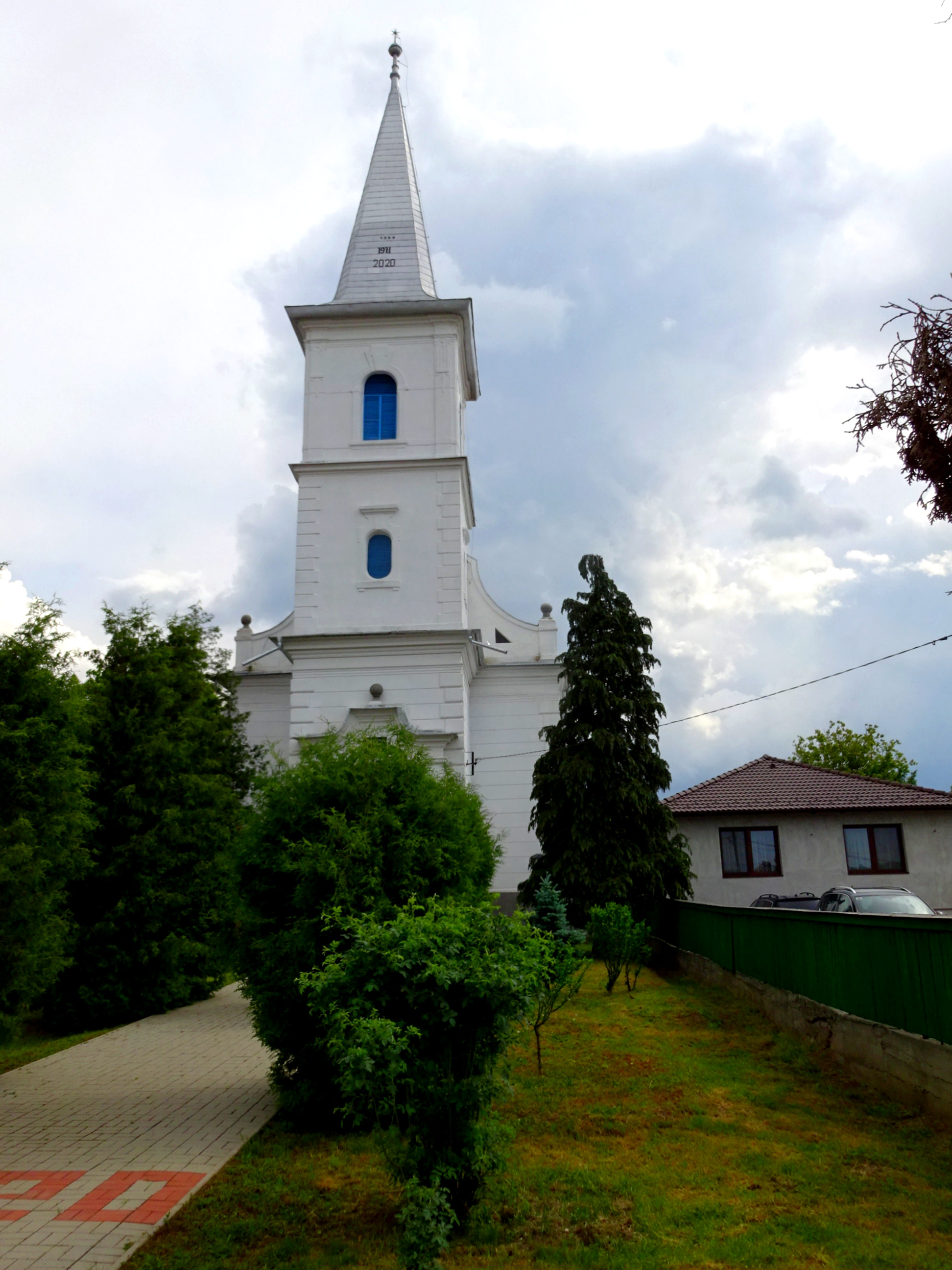
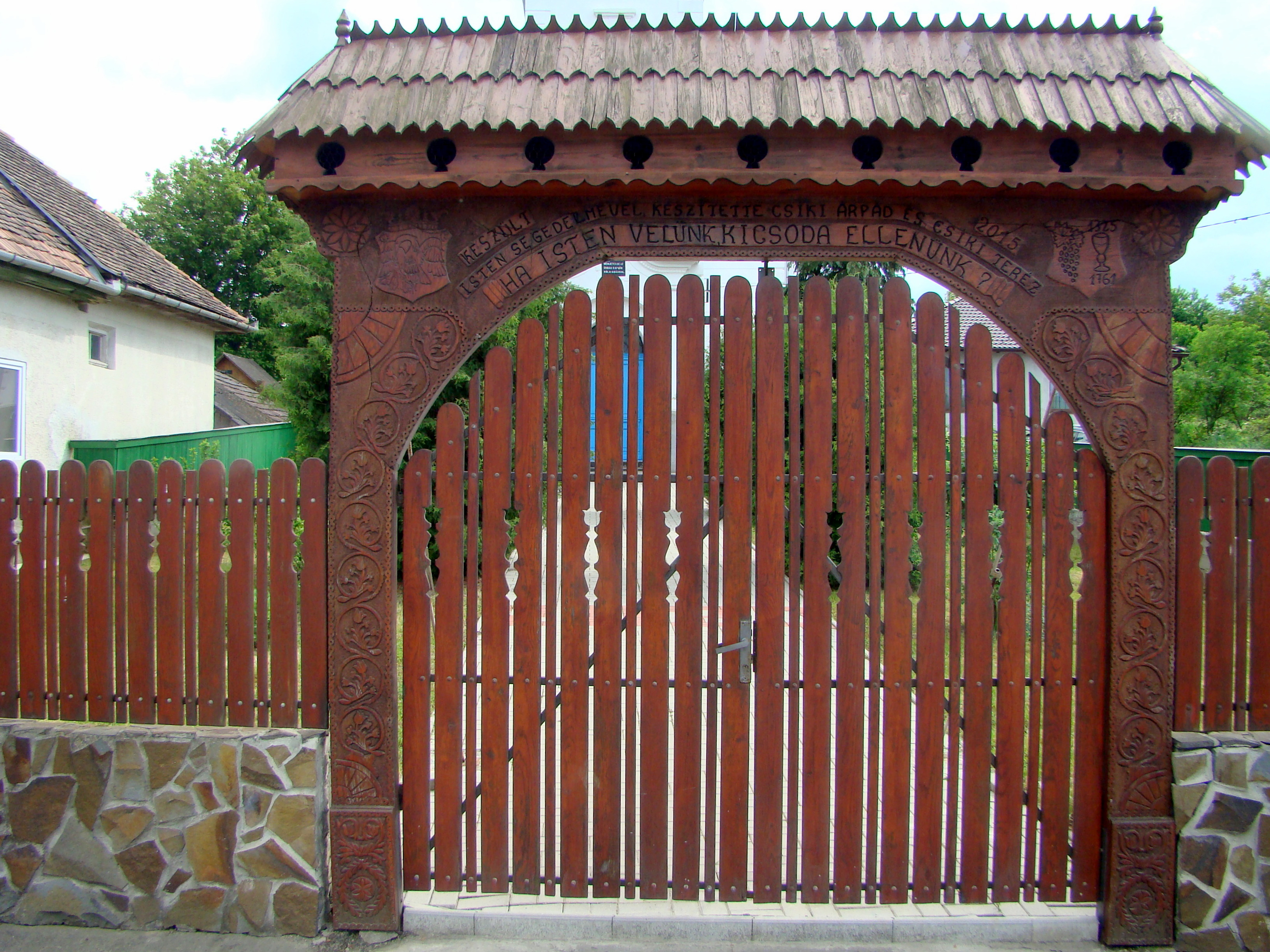
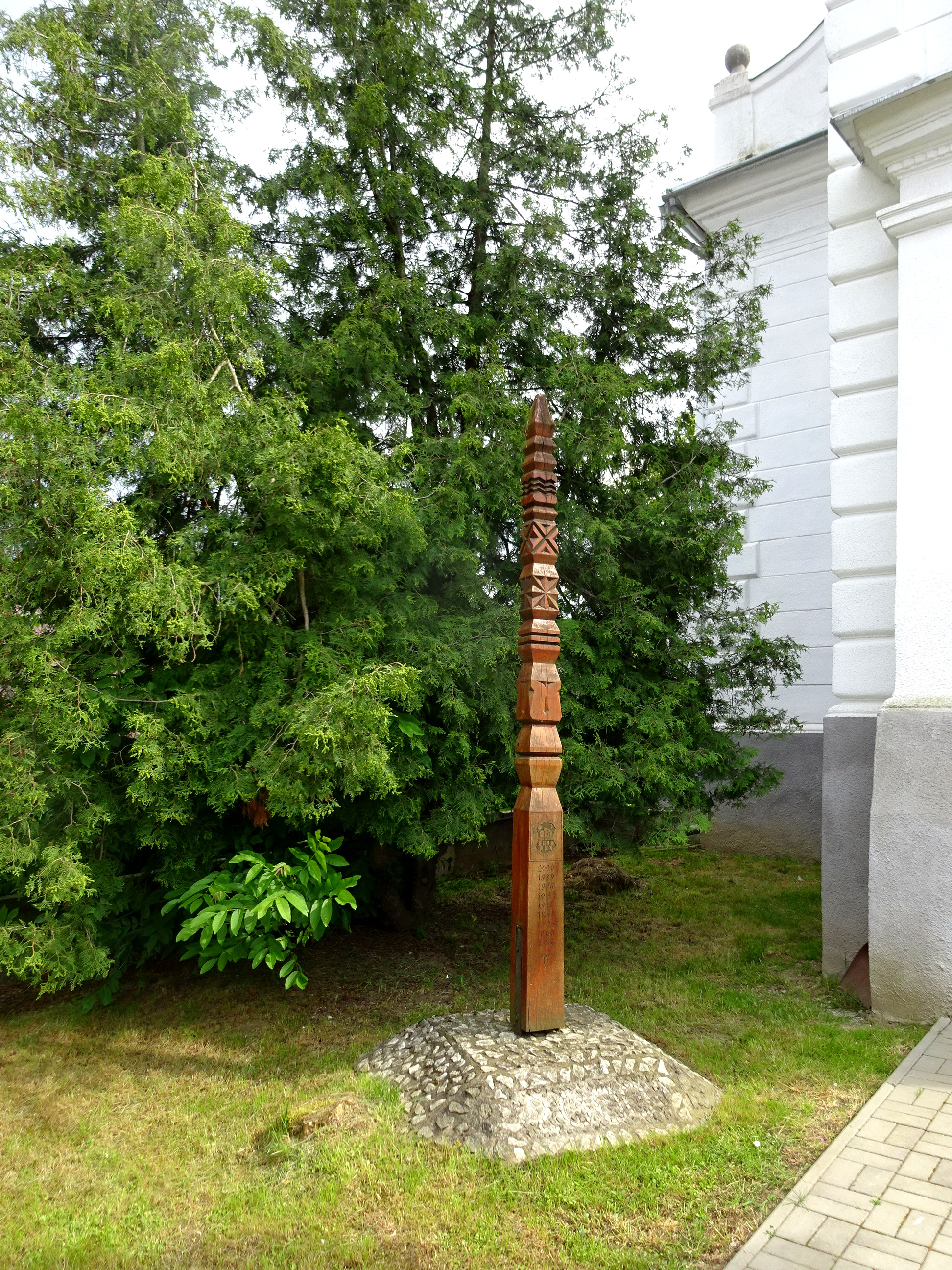
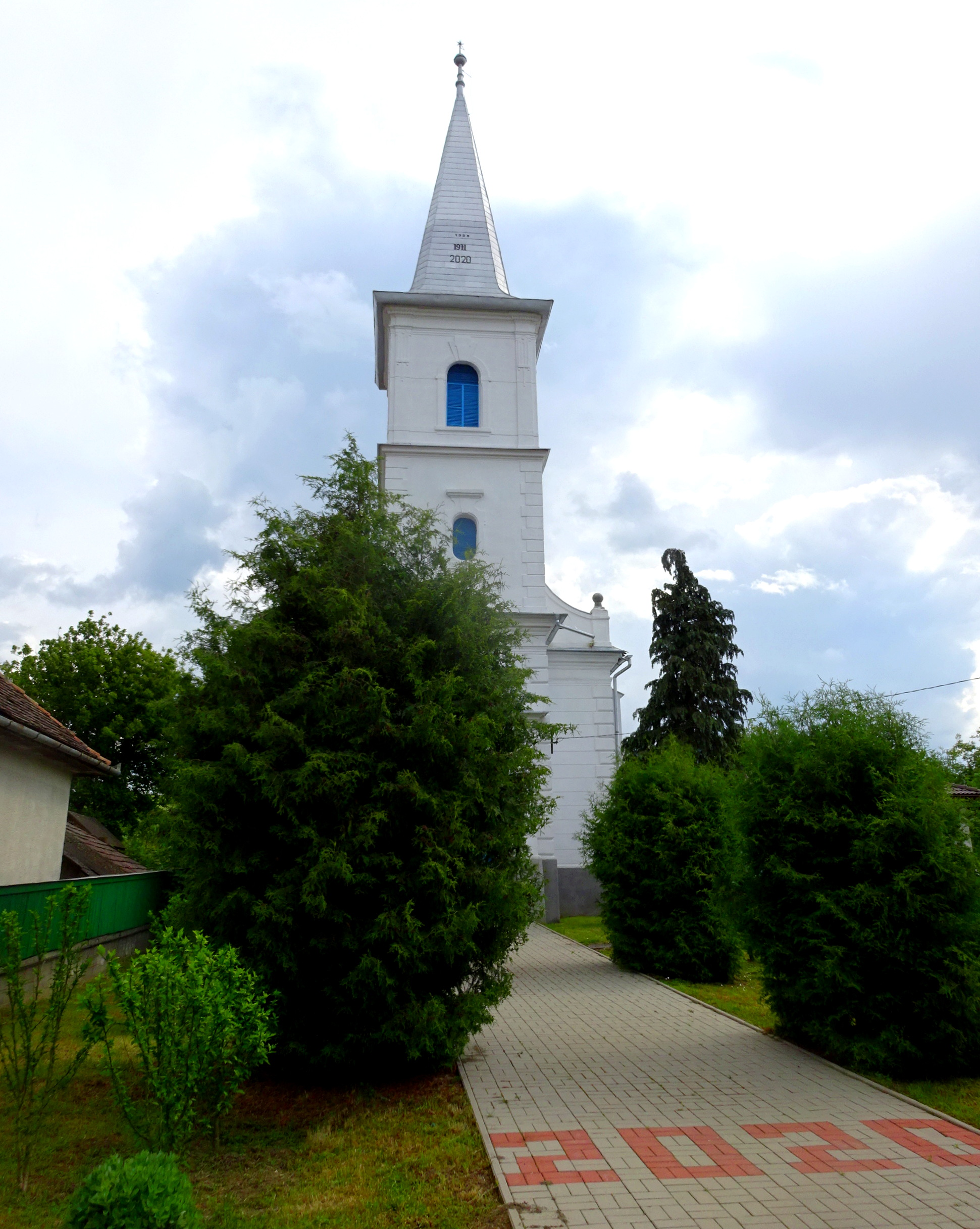
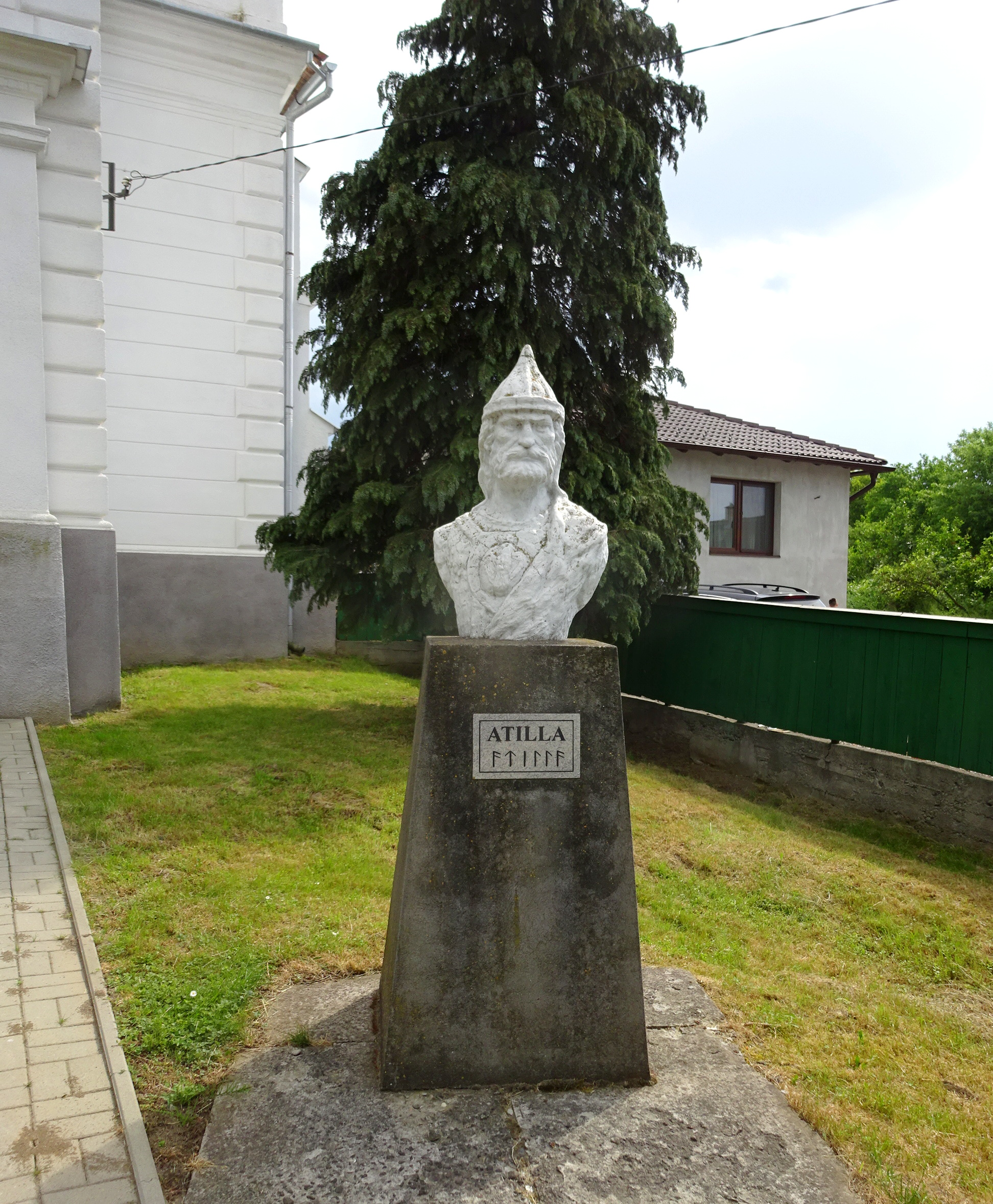
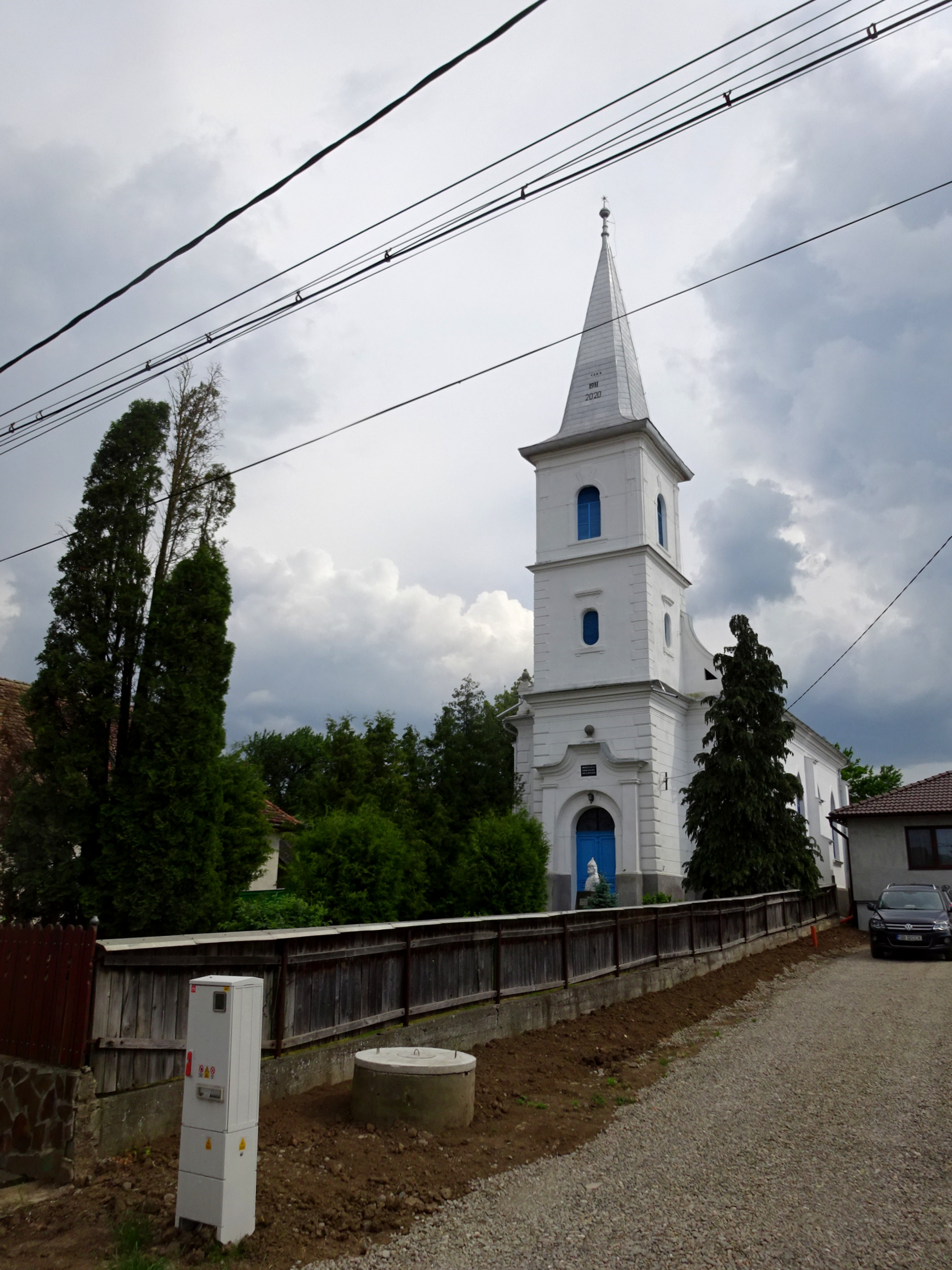
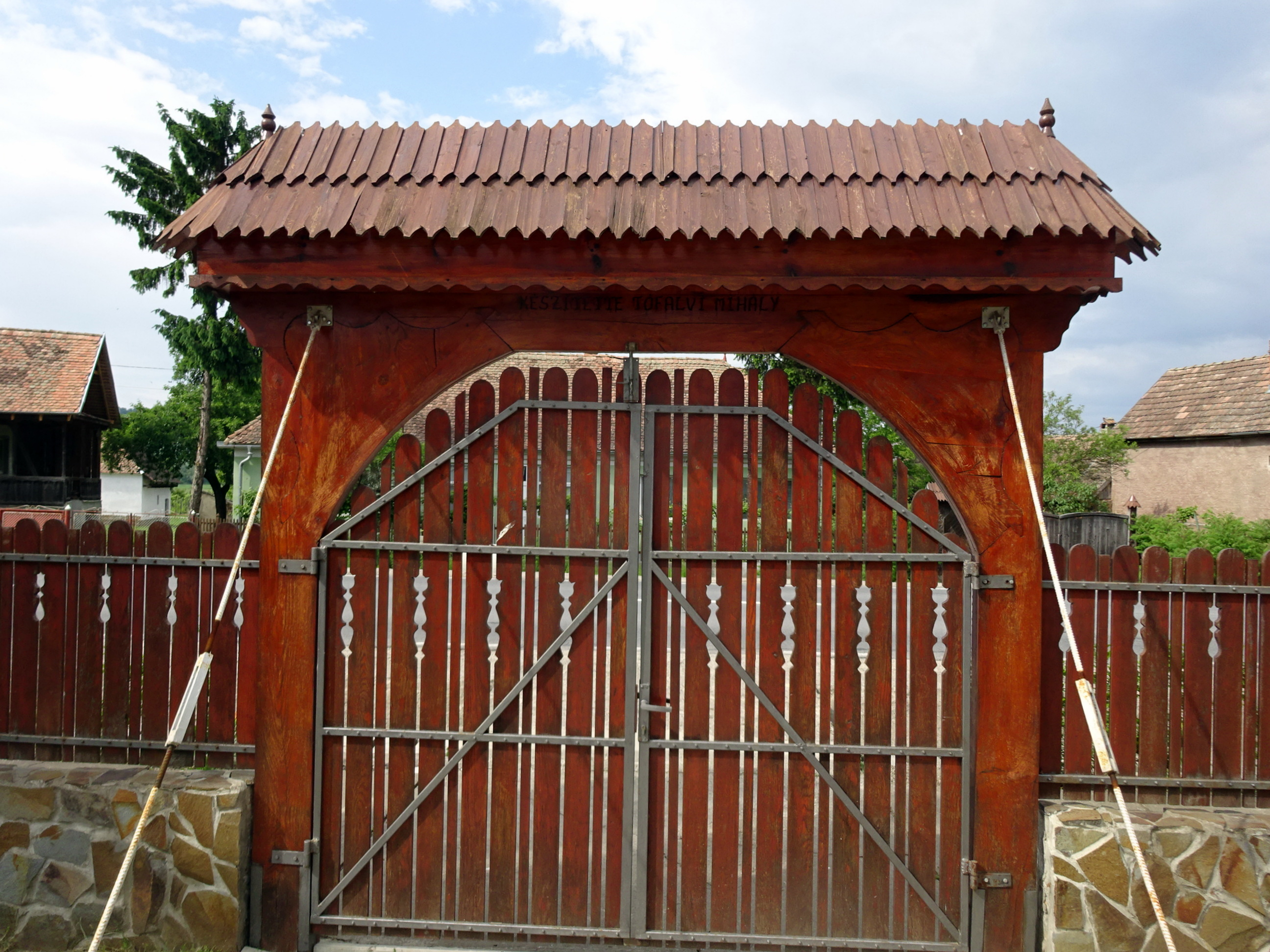
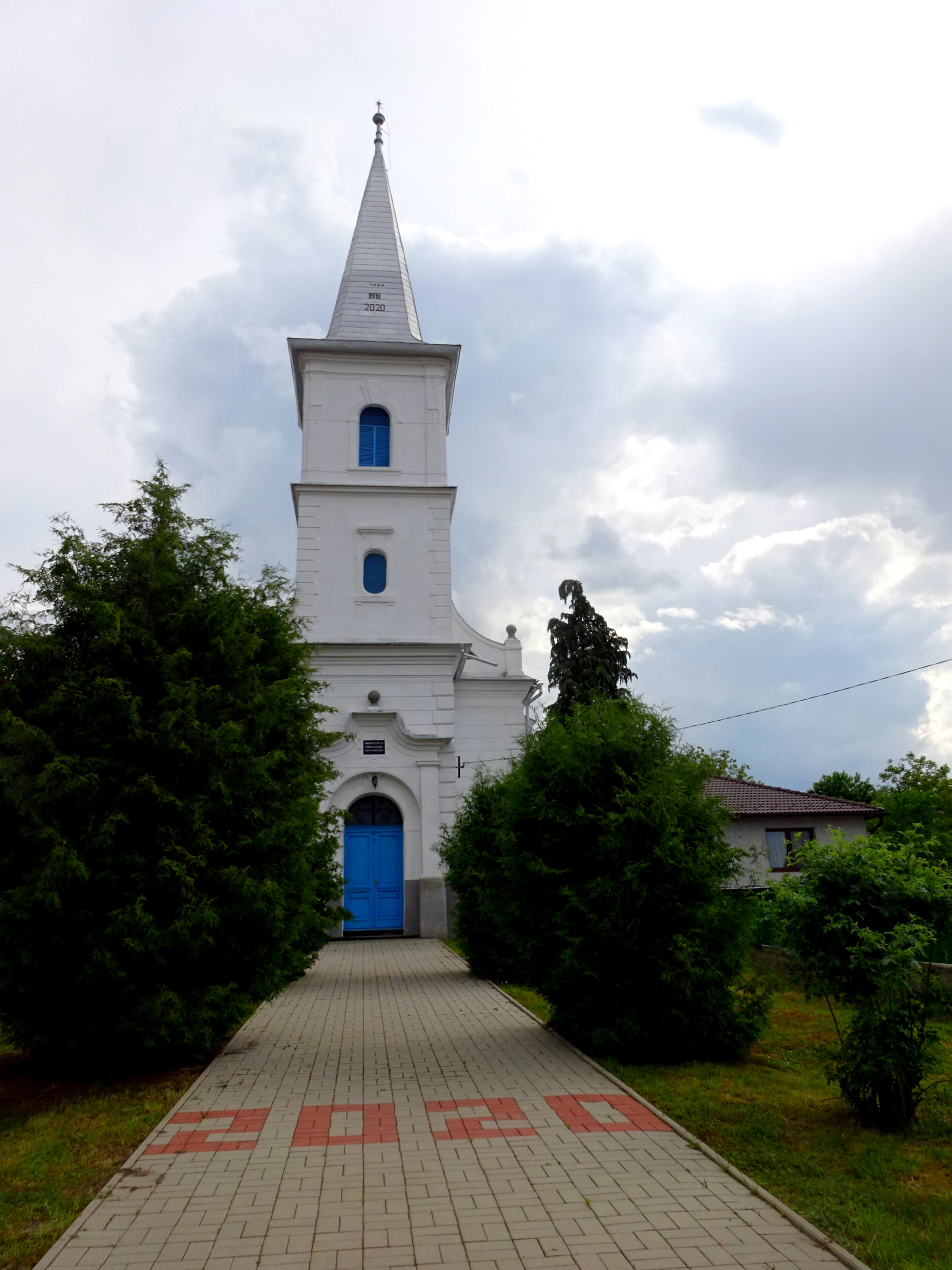
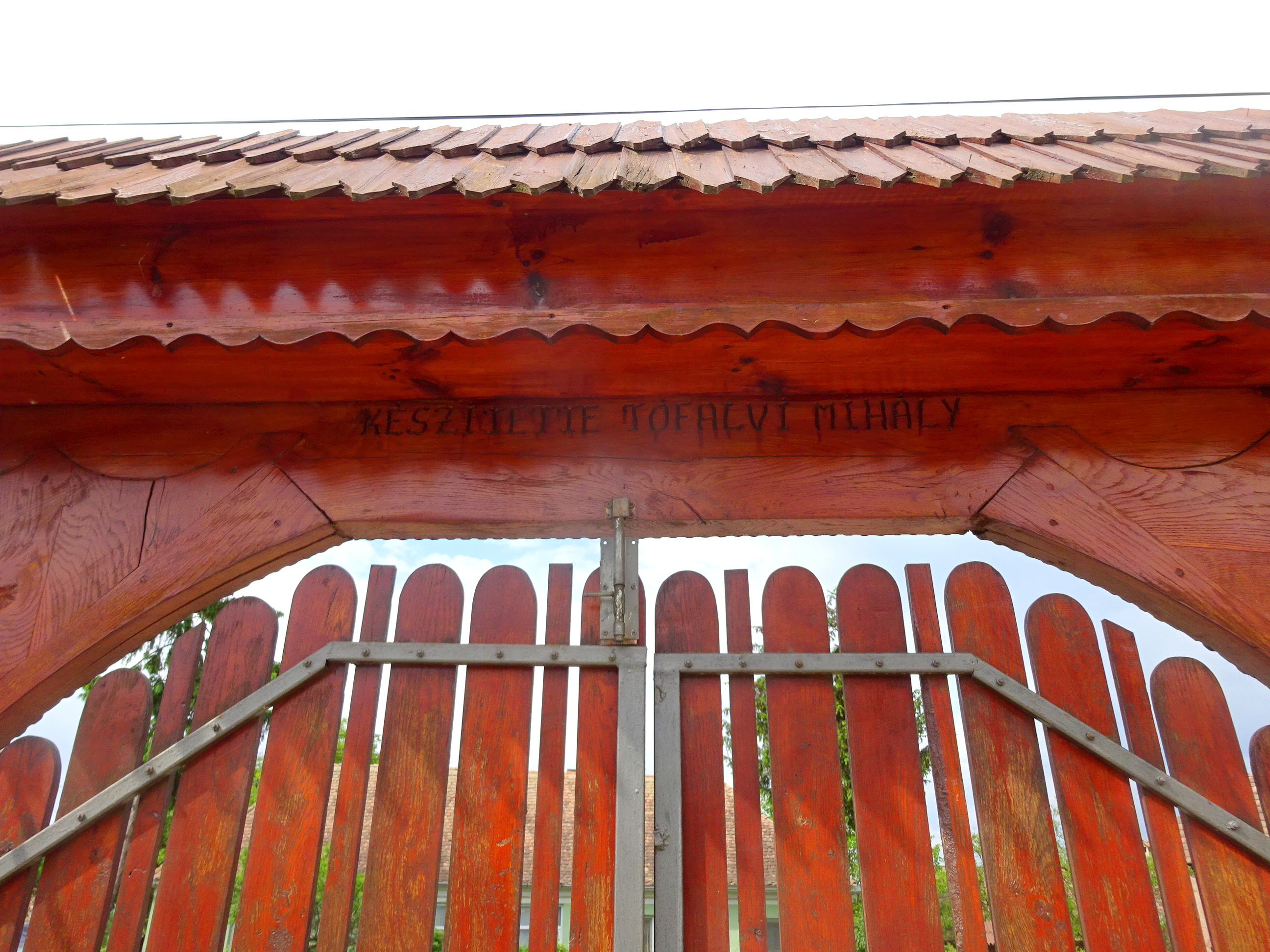
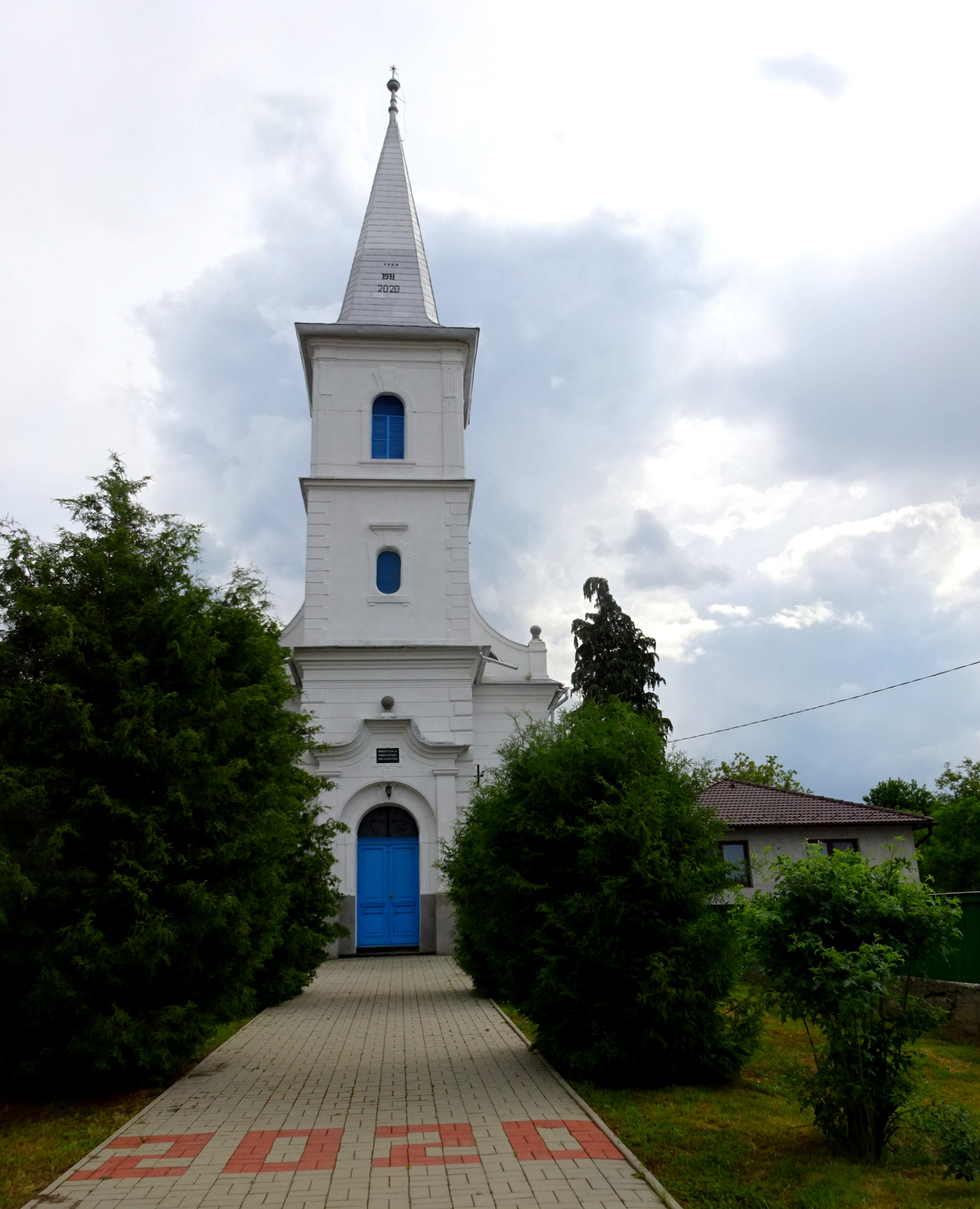
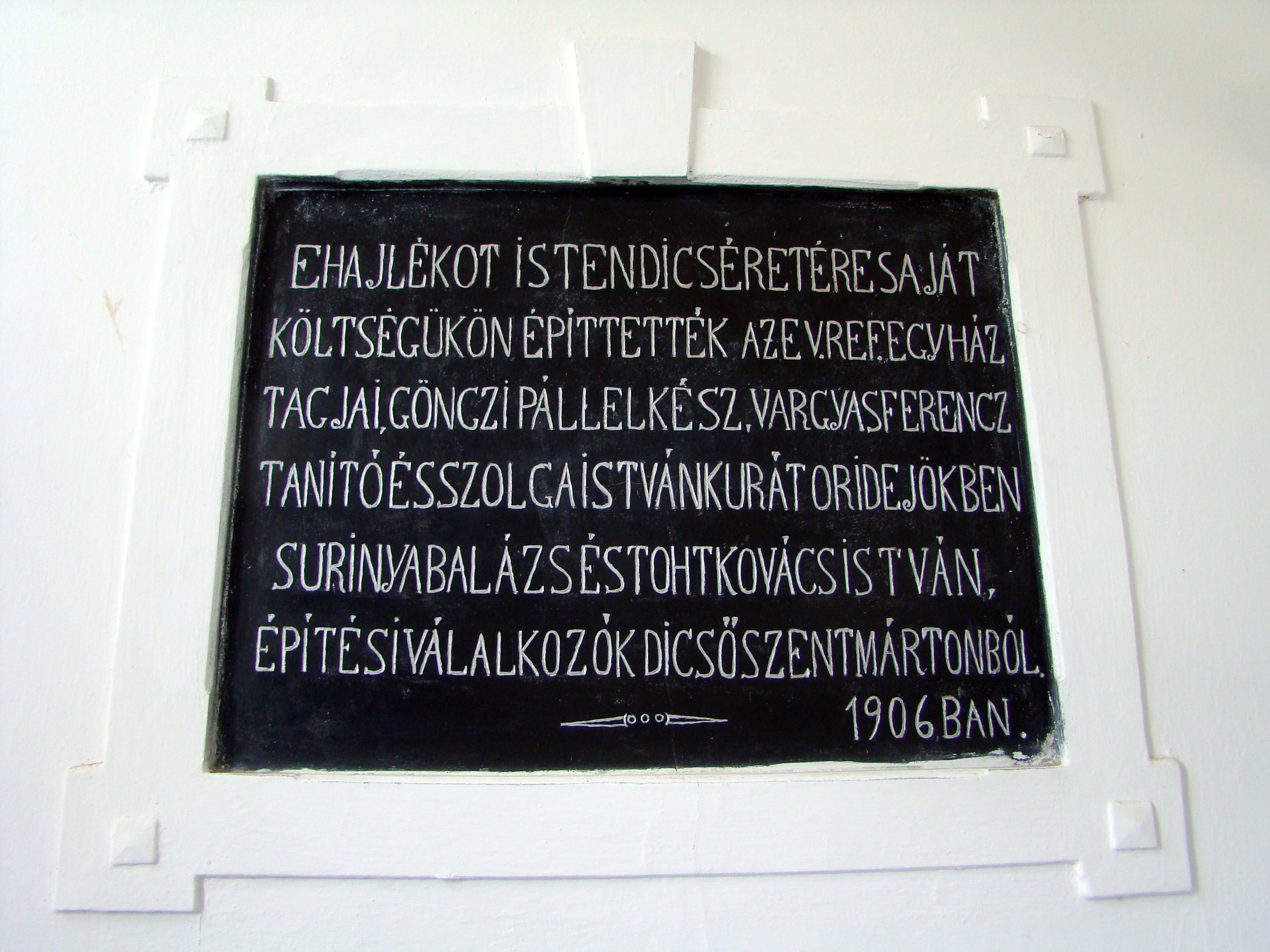
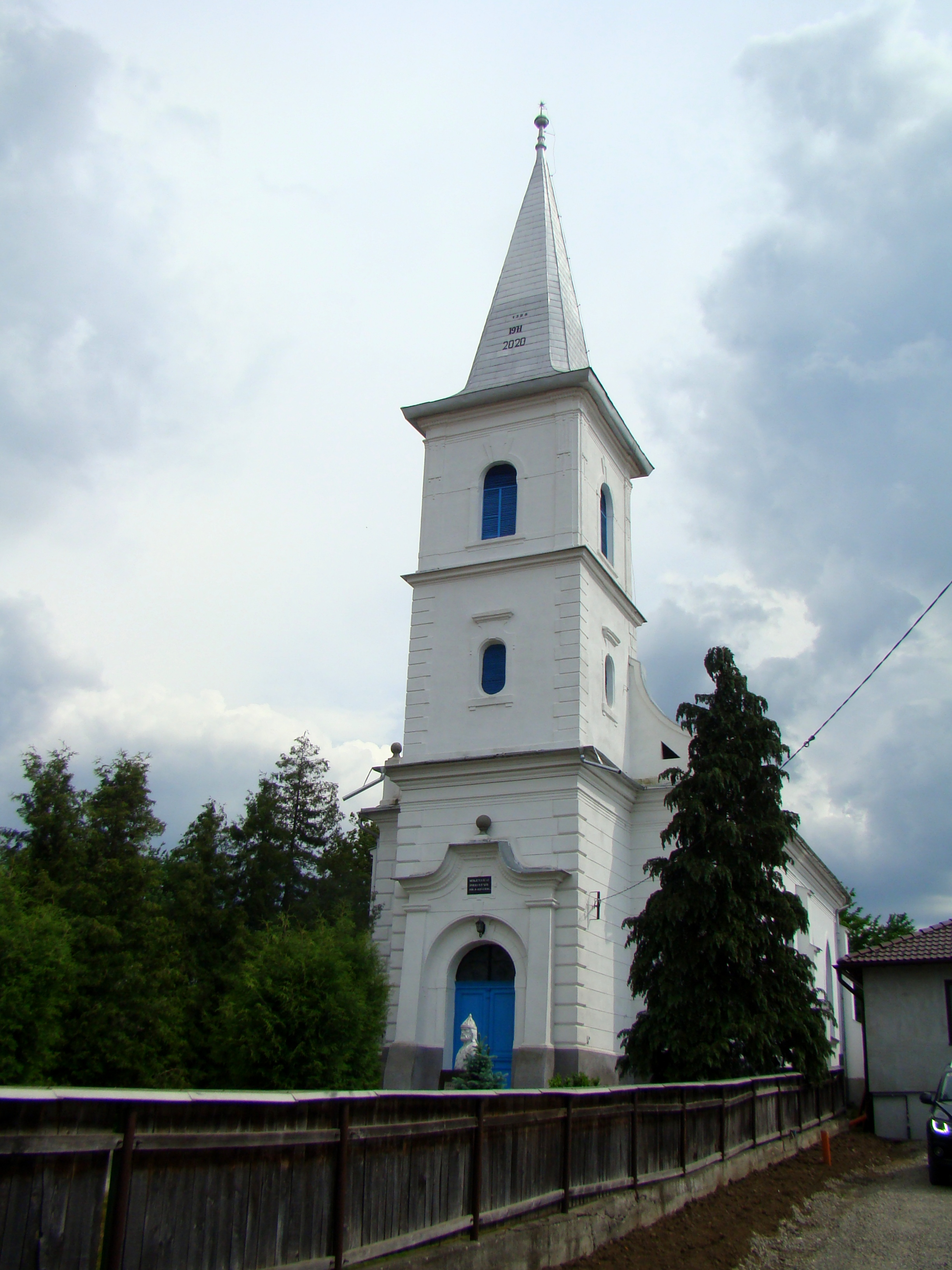

## Vezi și
- Chendu, Mureș
- Castelul din Chendu

## Imagini din interior

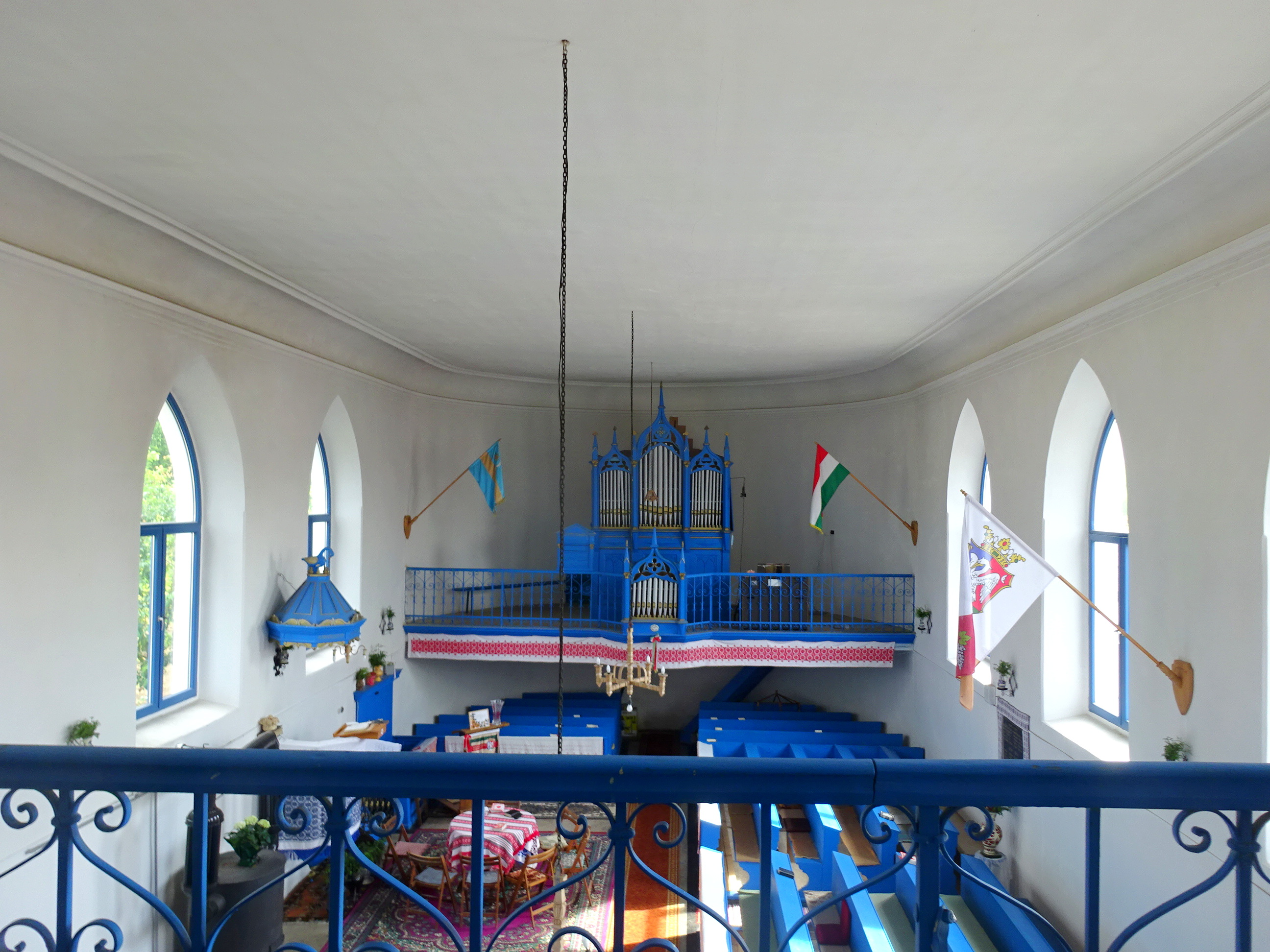
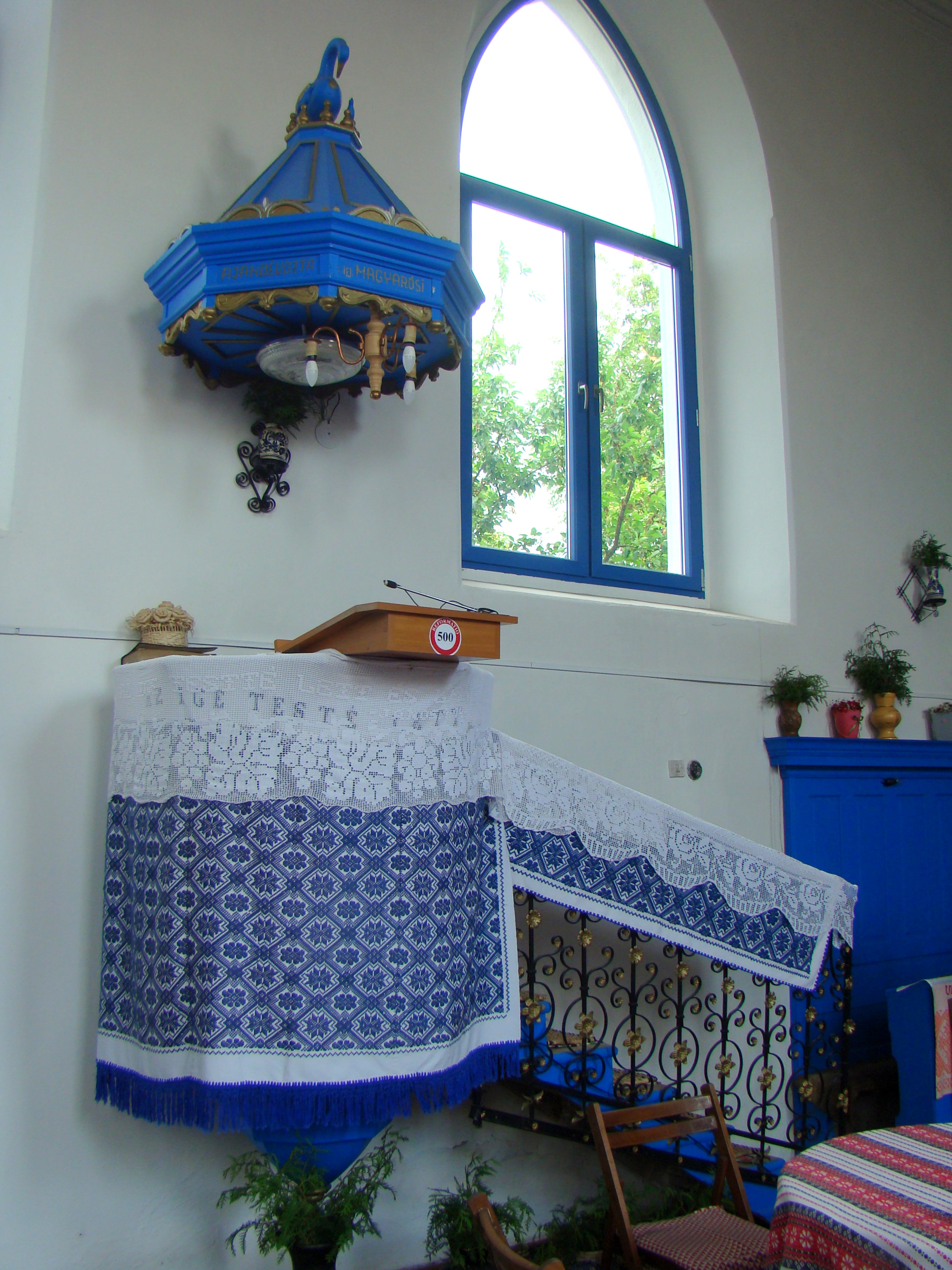
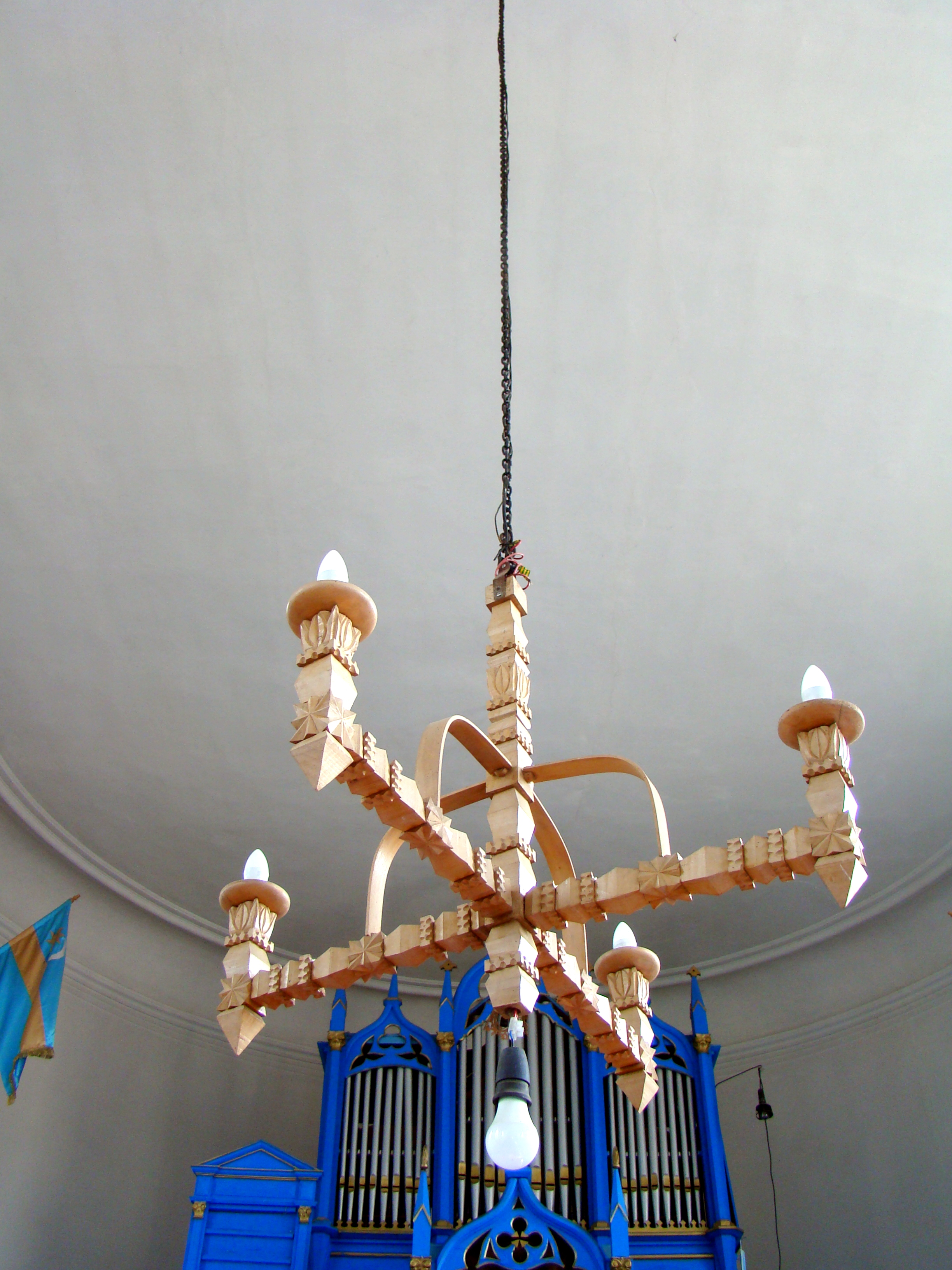
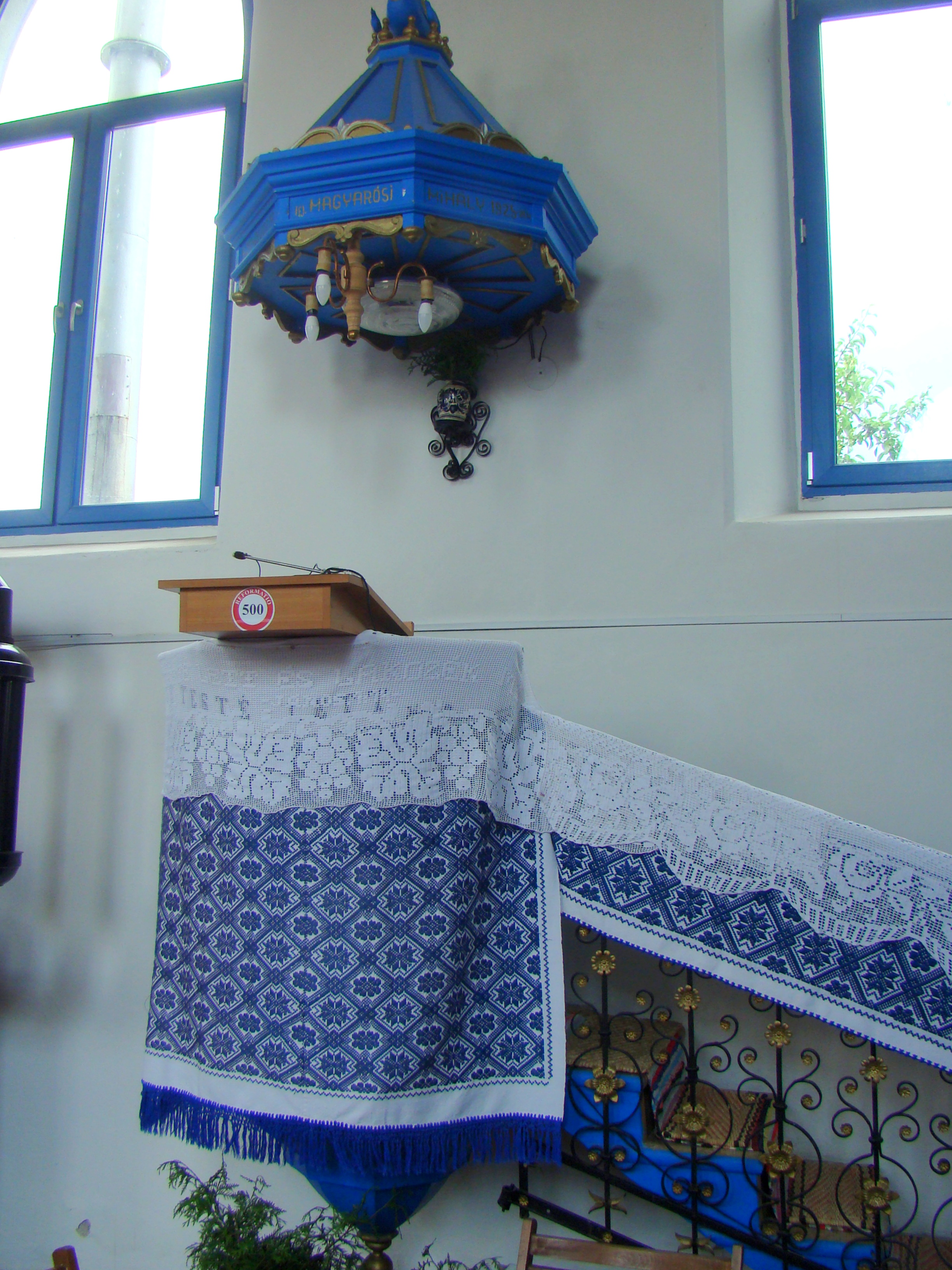
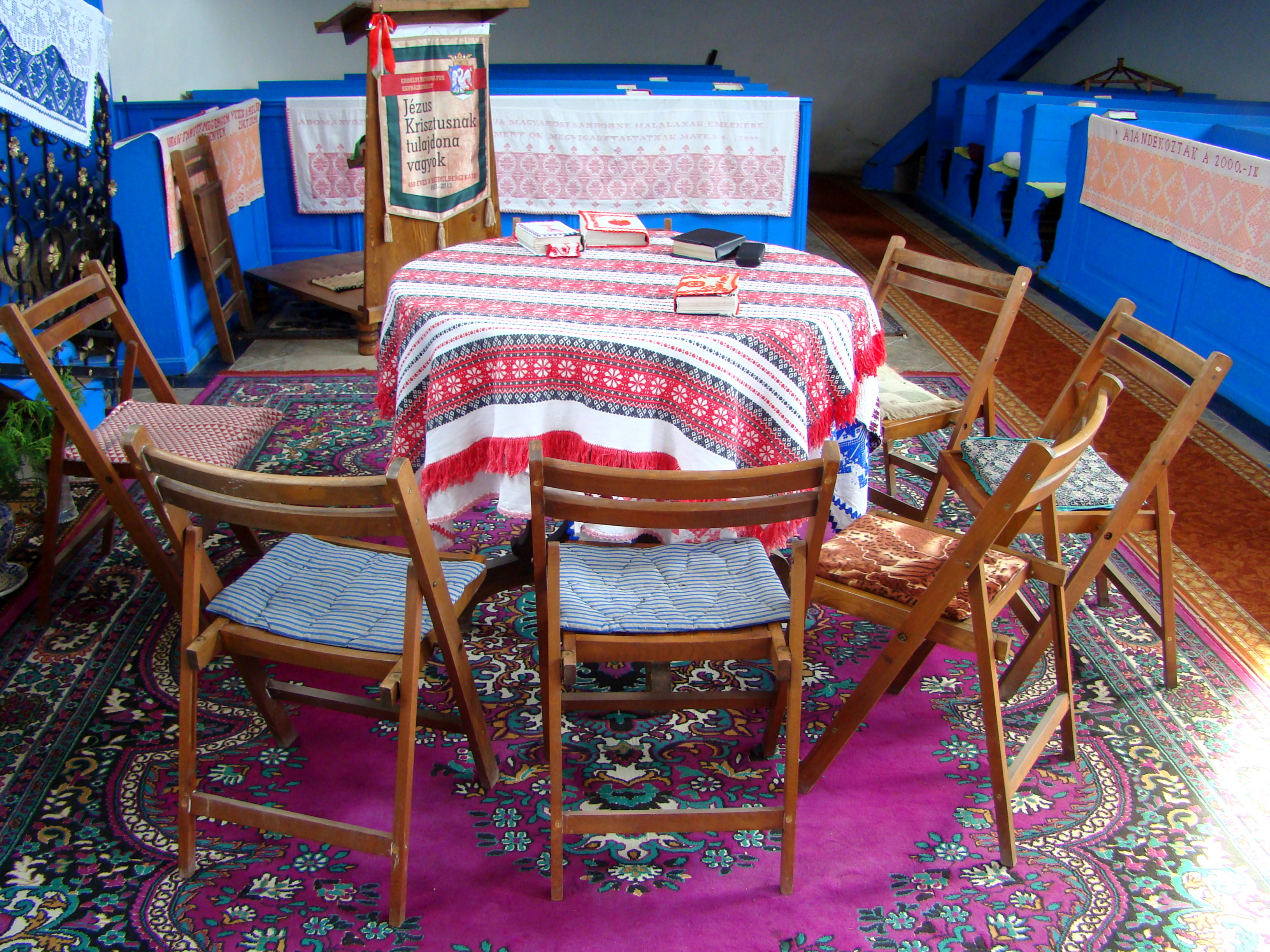
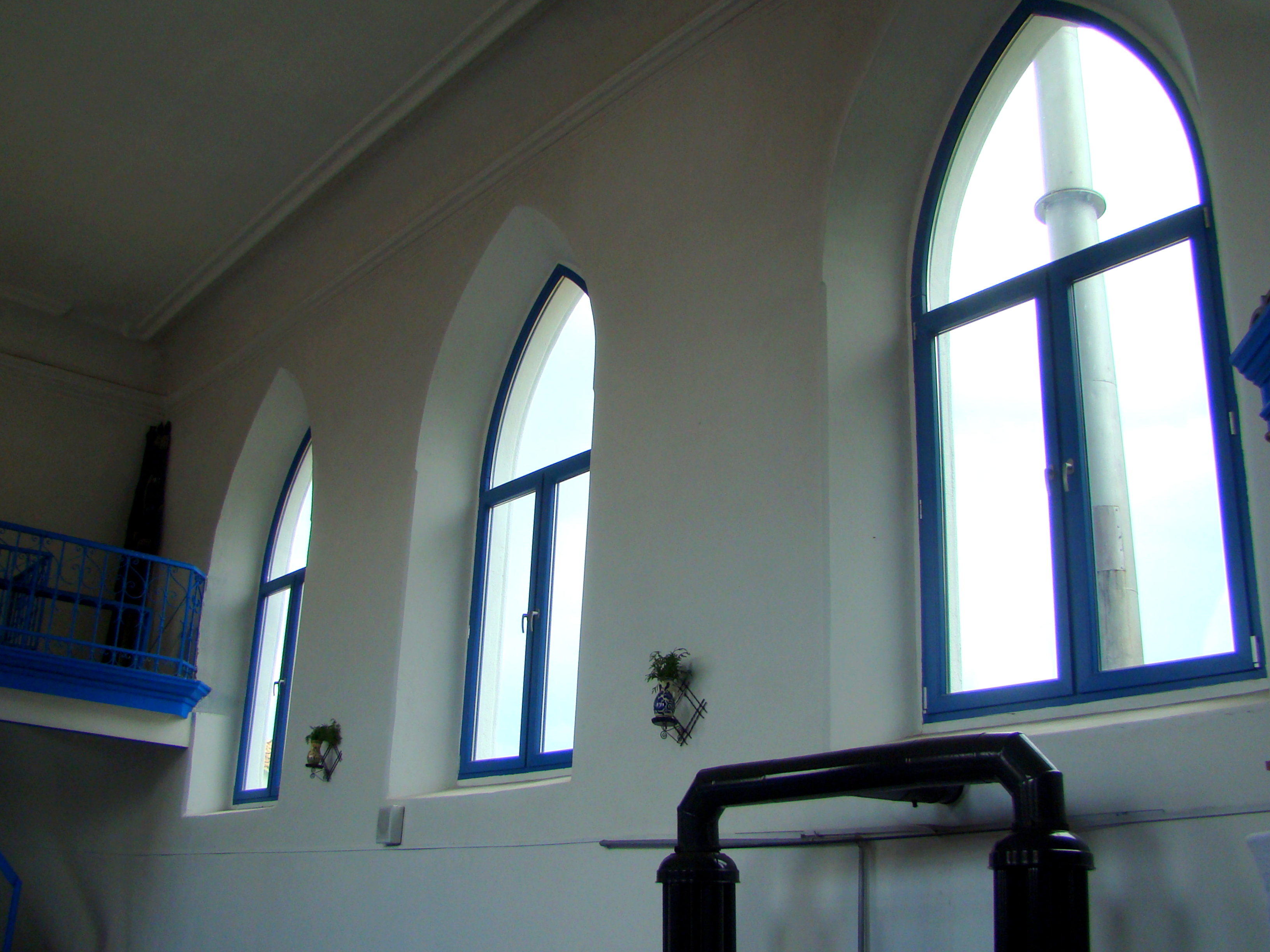
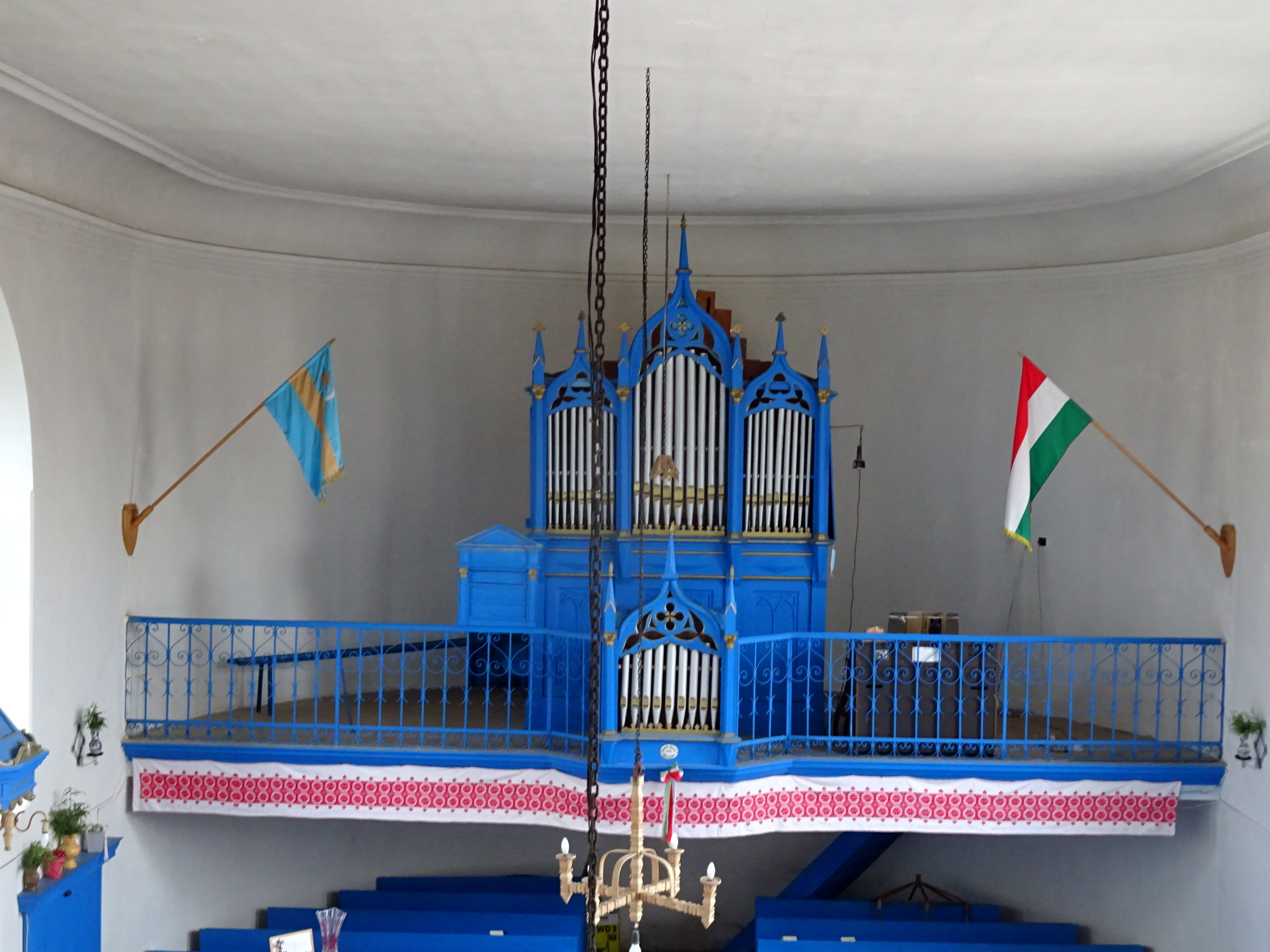
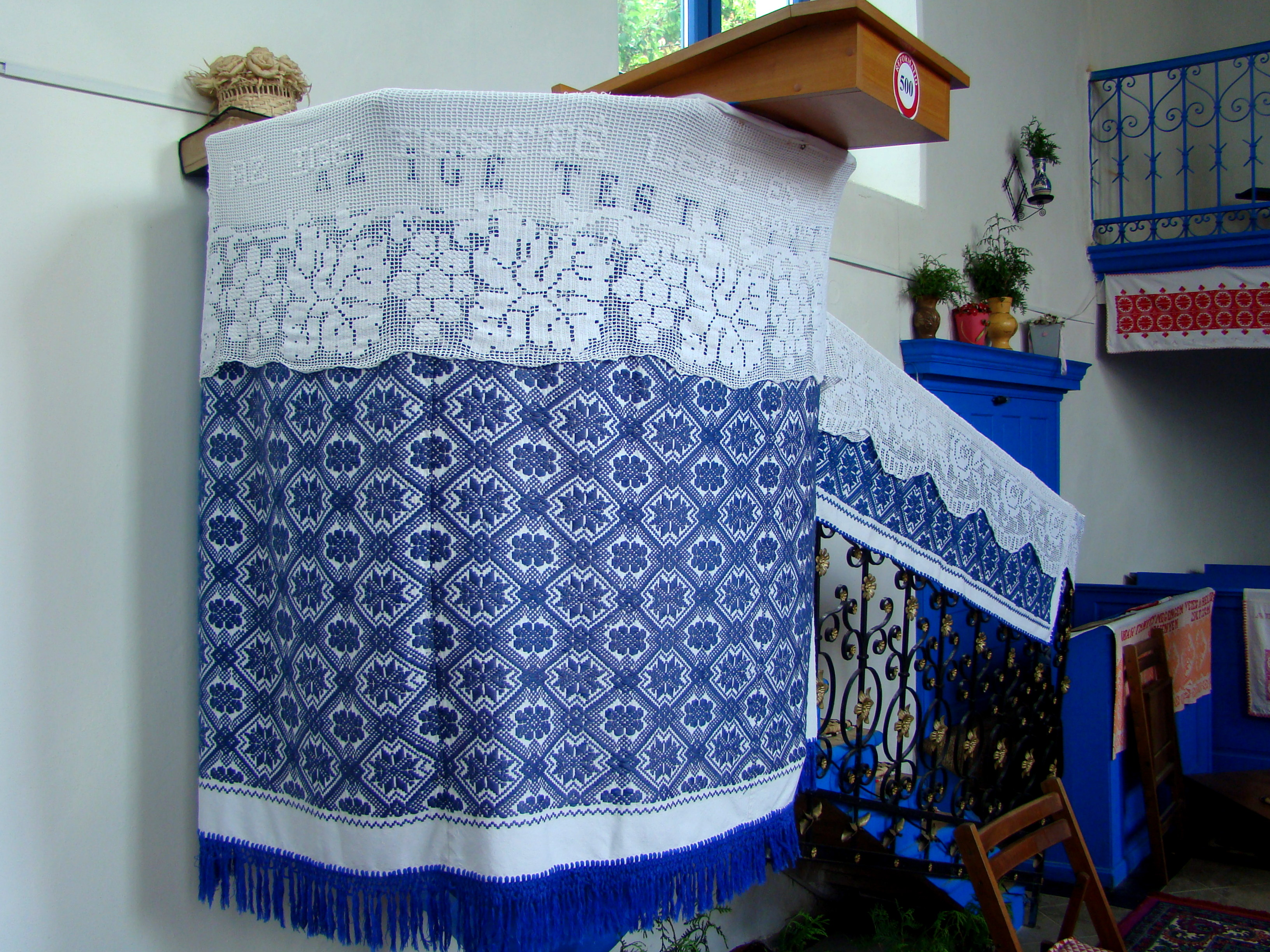
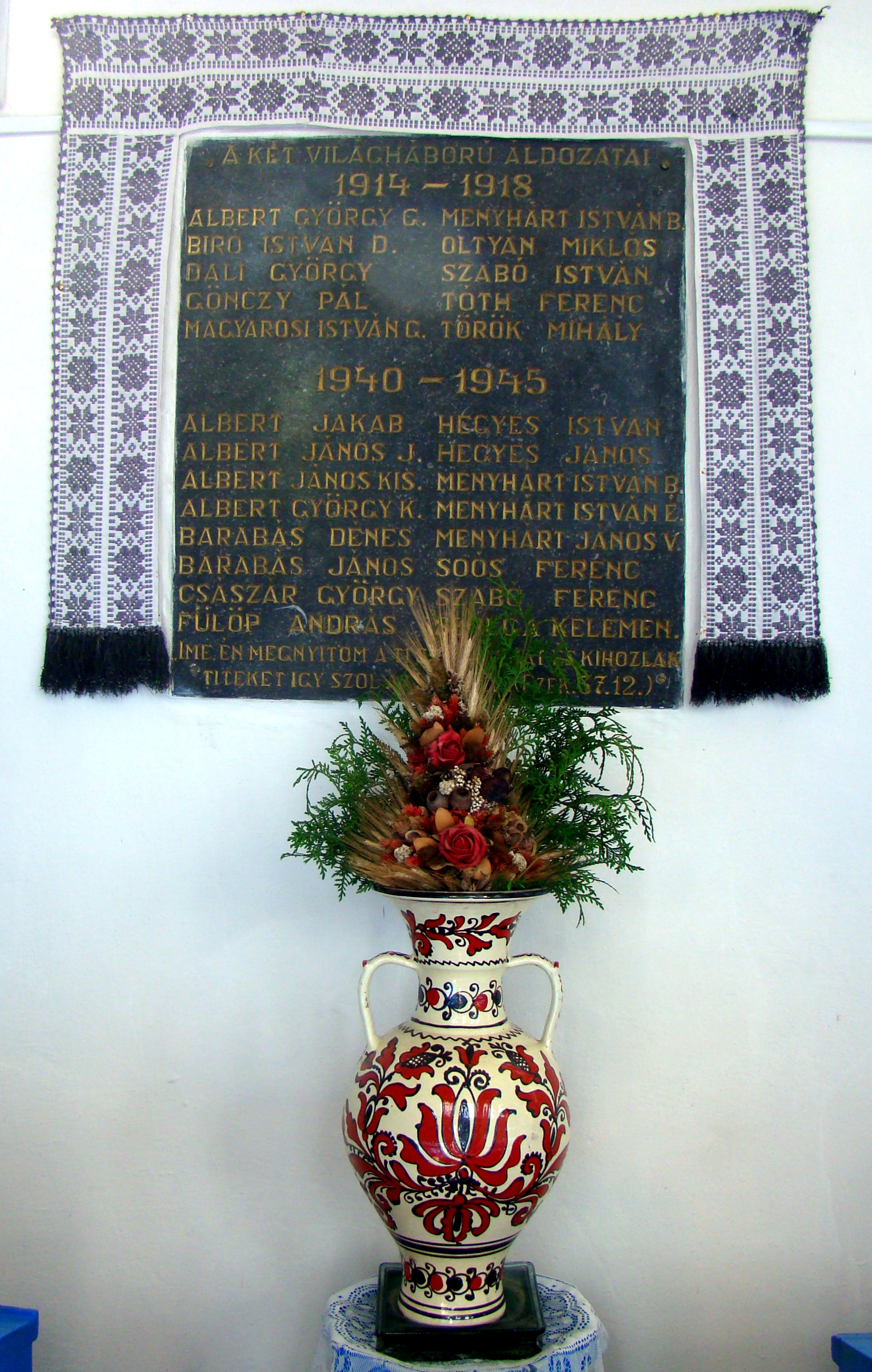
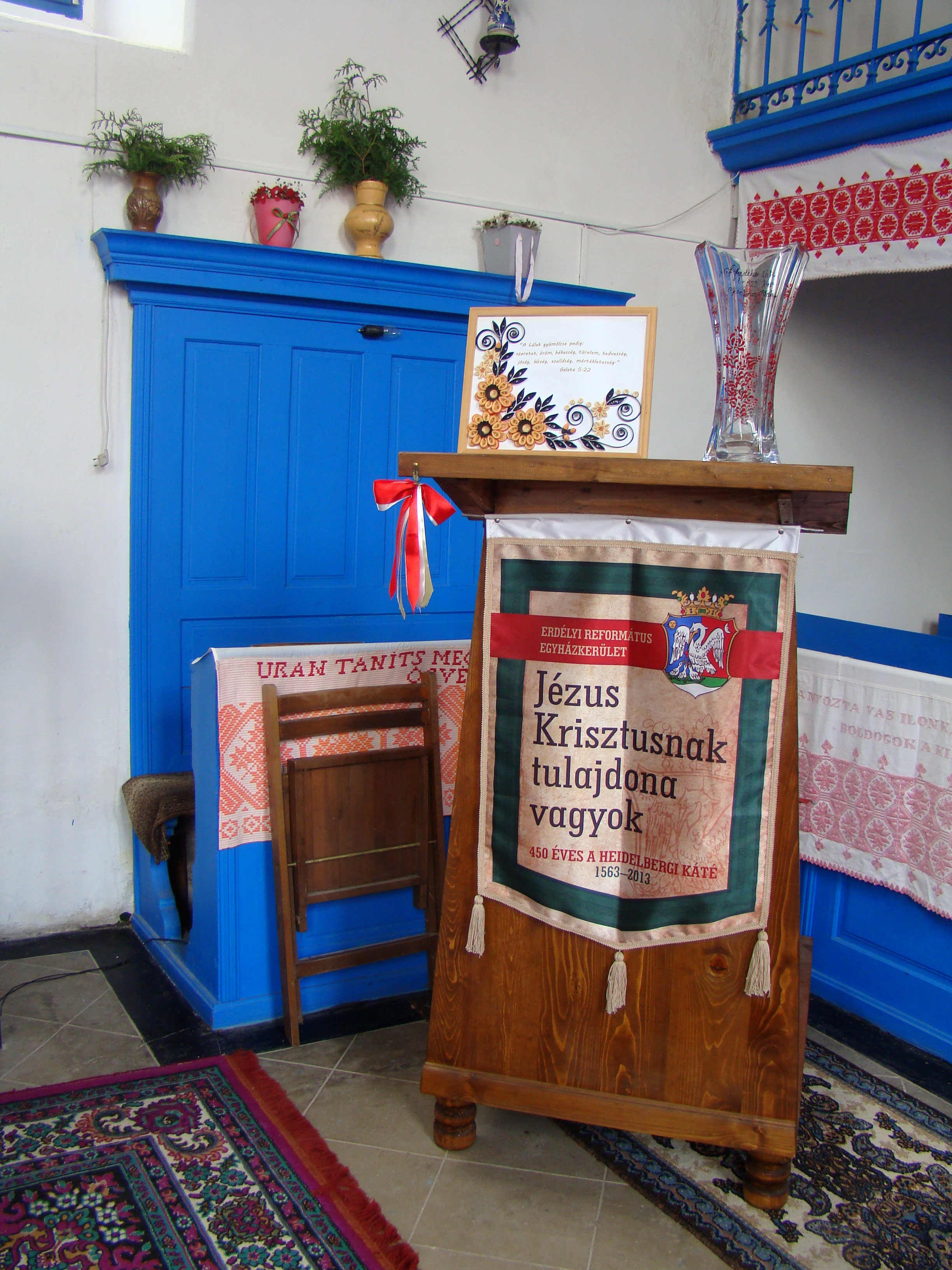
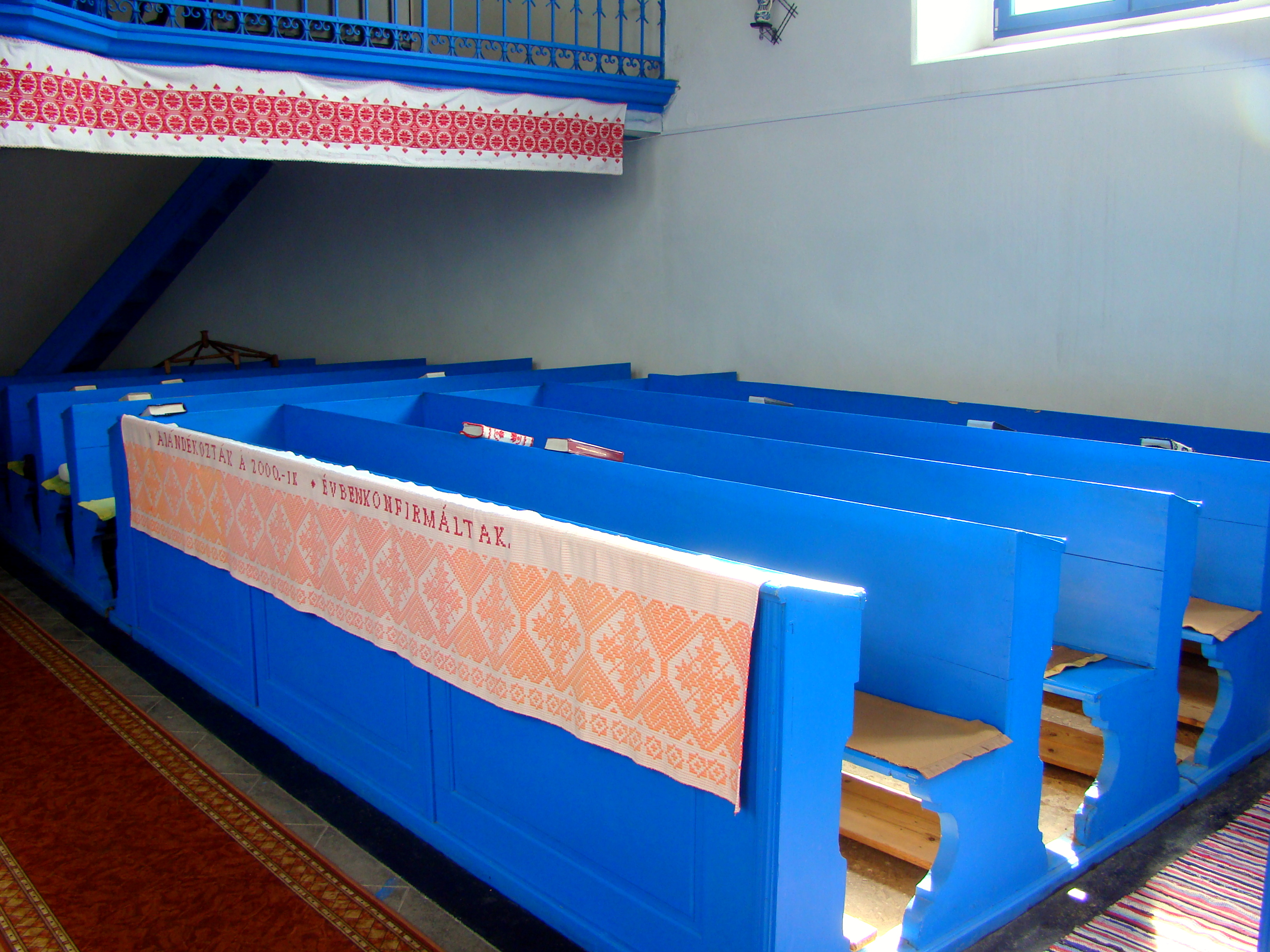
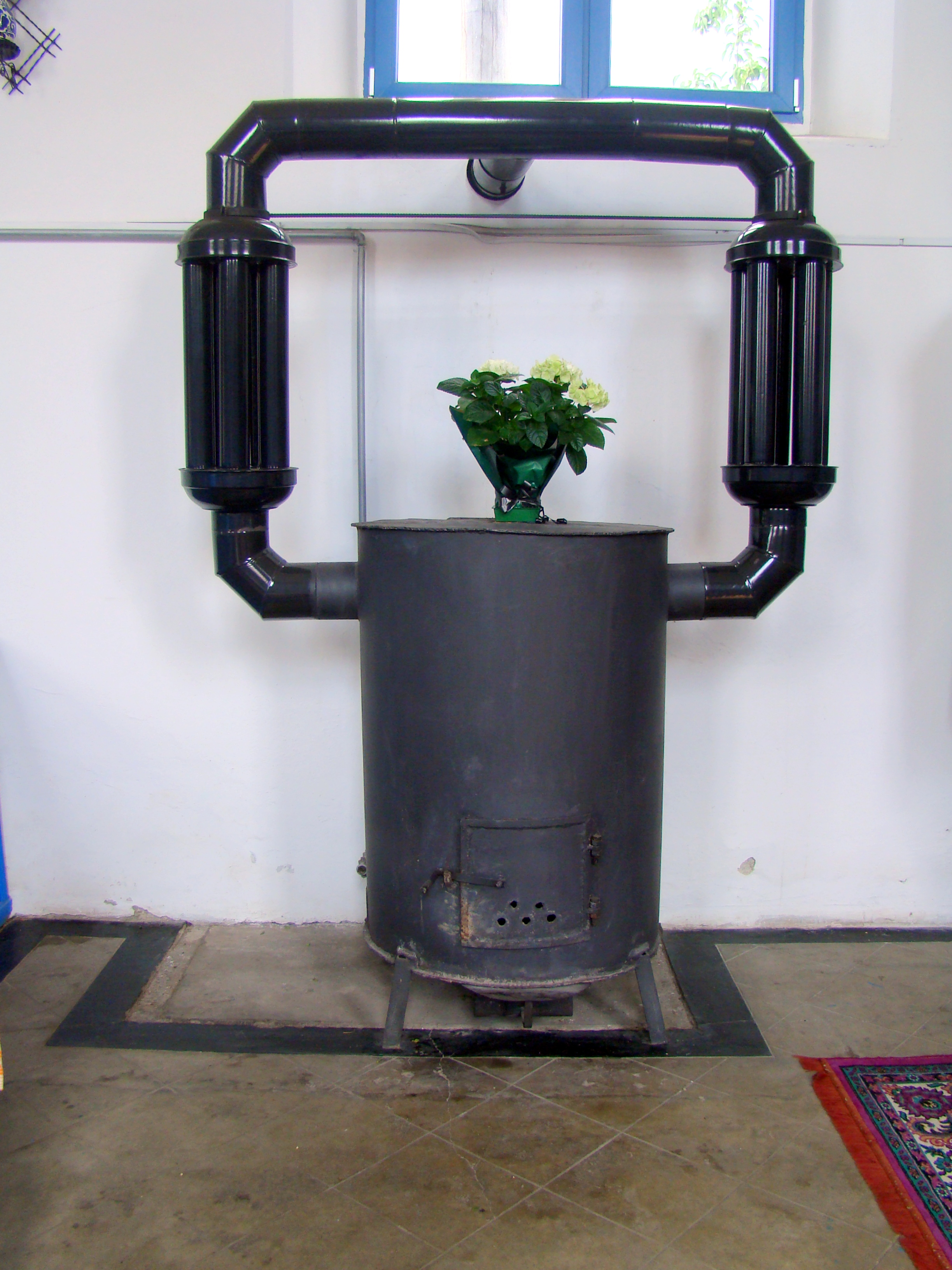
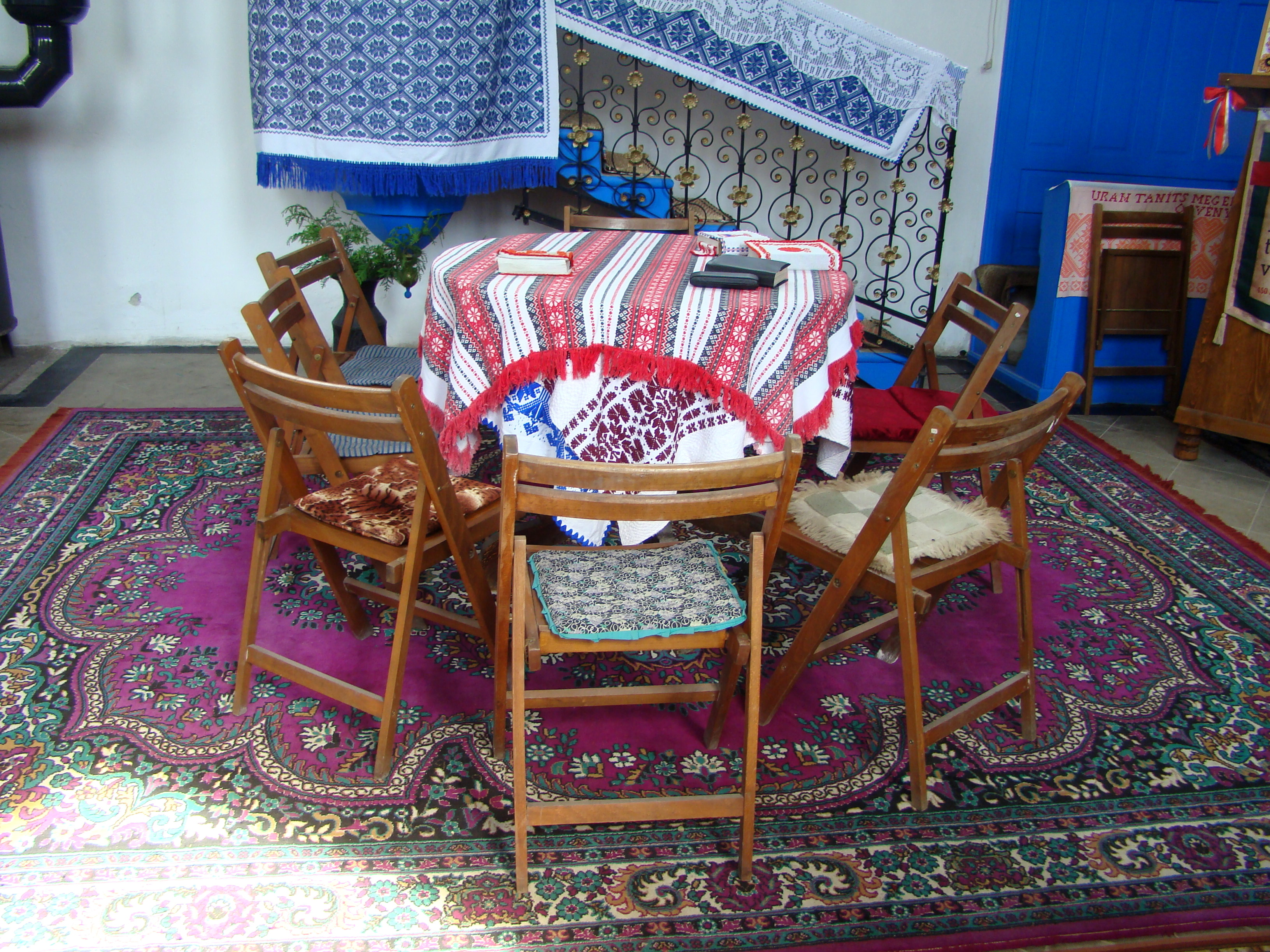
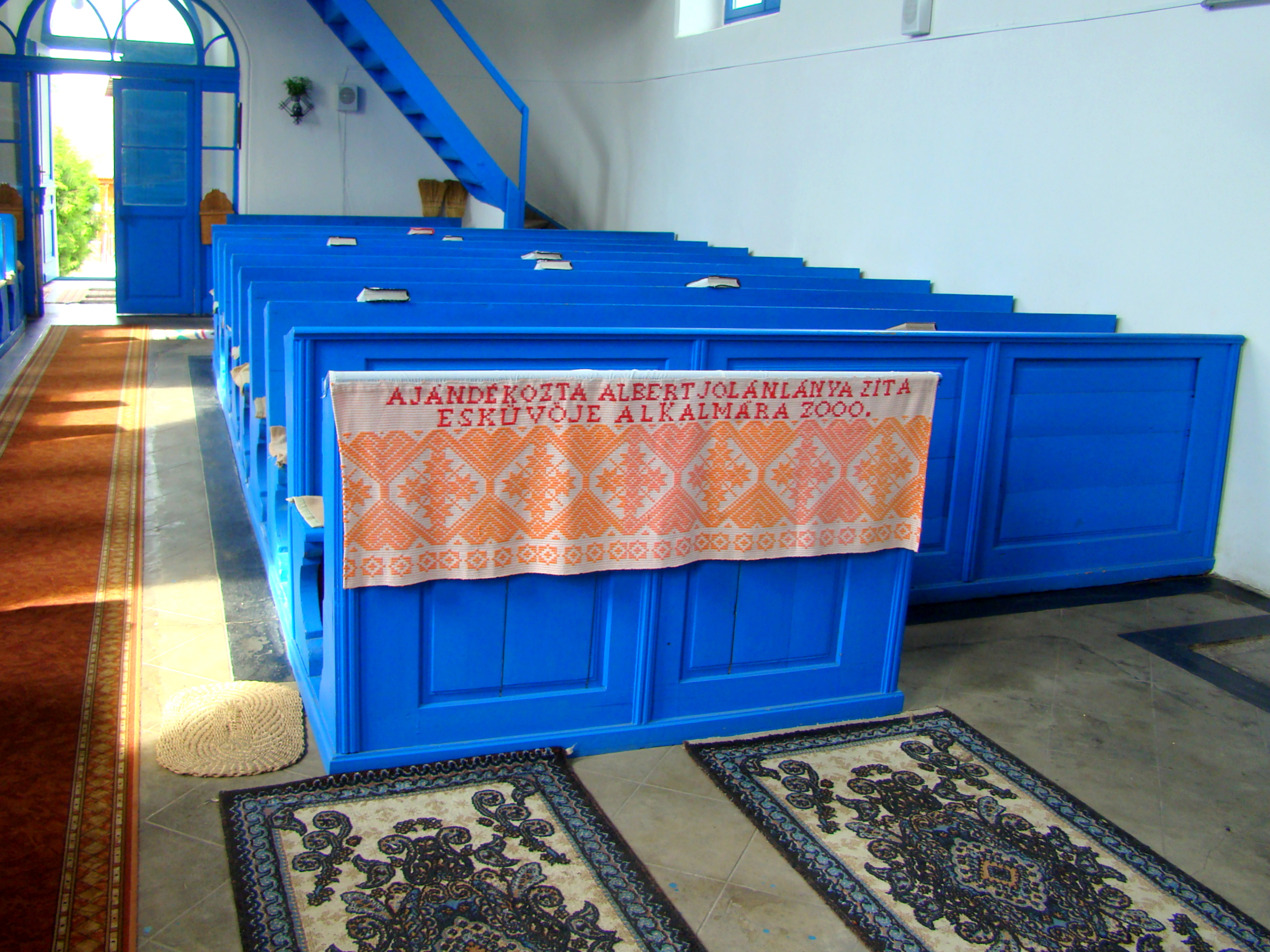
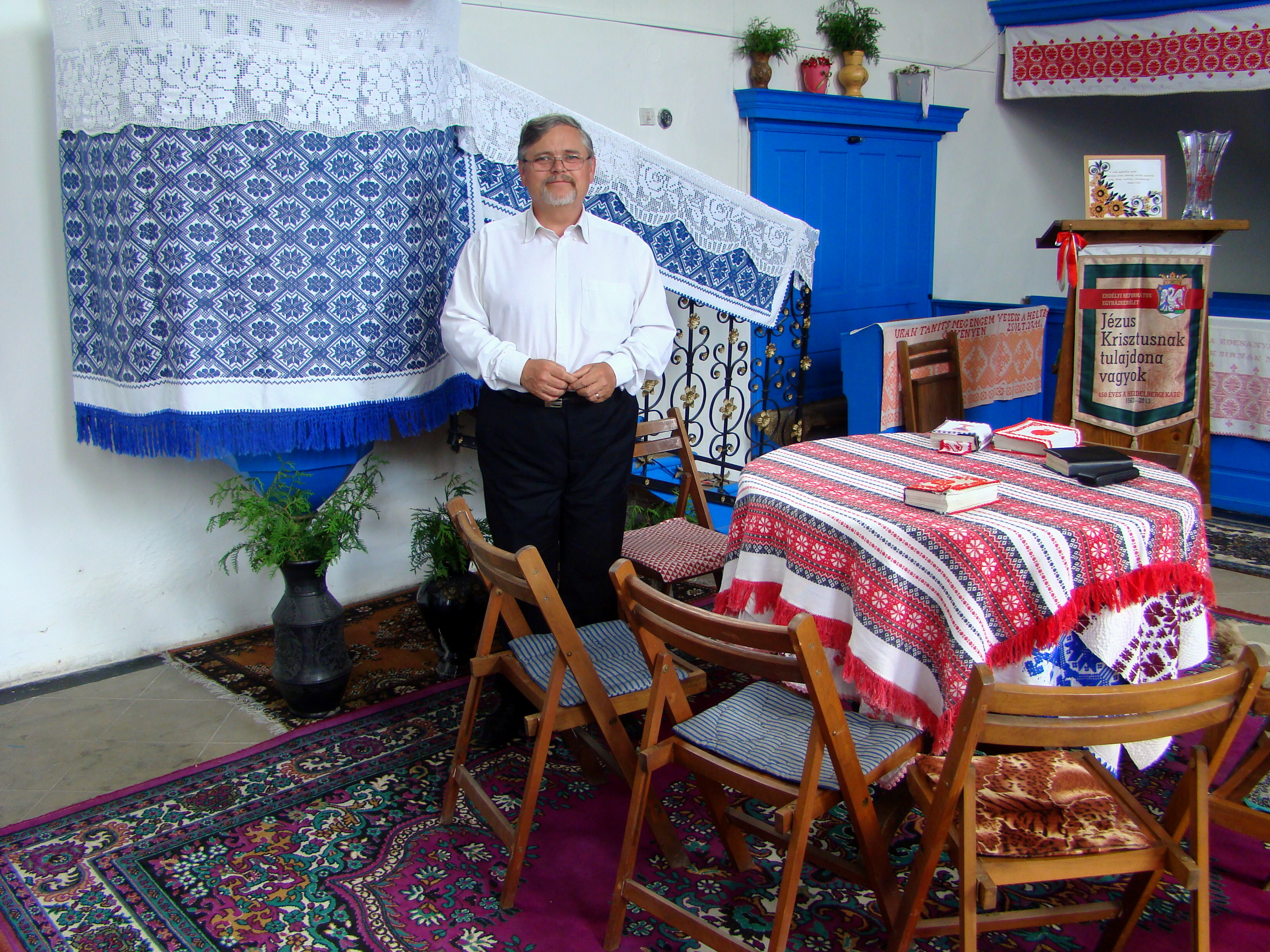
Pastorul reformat din Chendu Mic: Pál Levente András
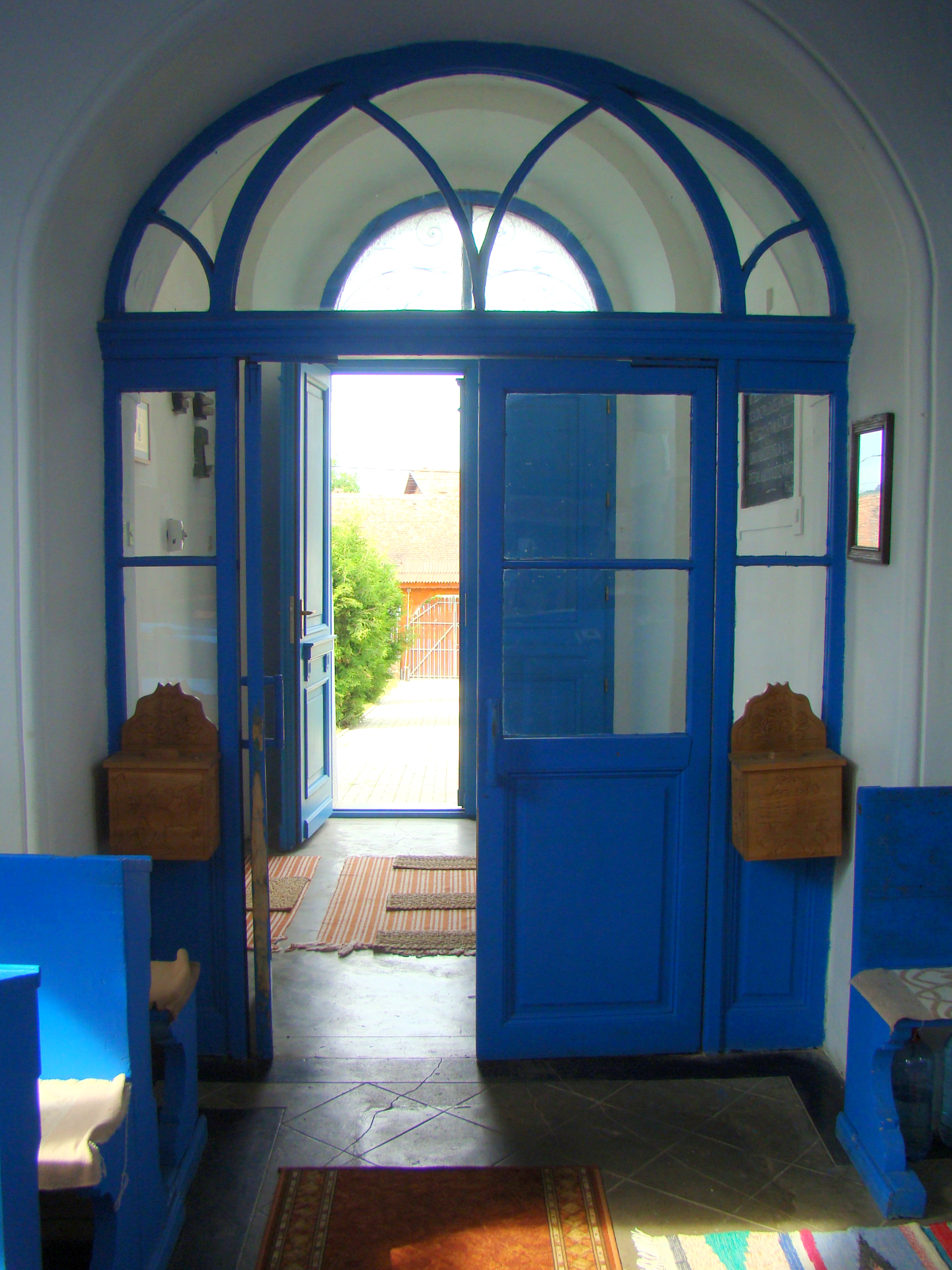
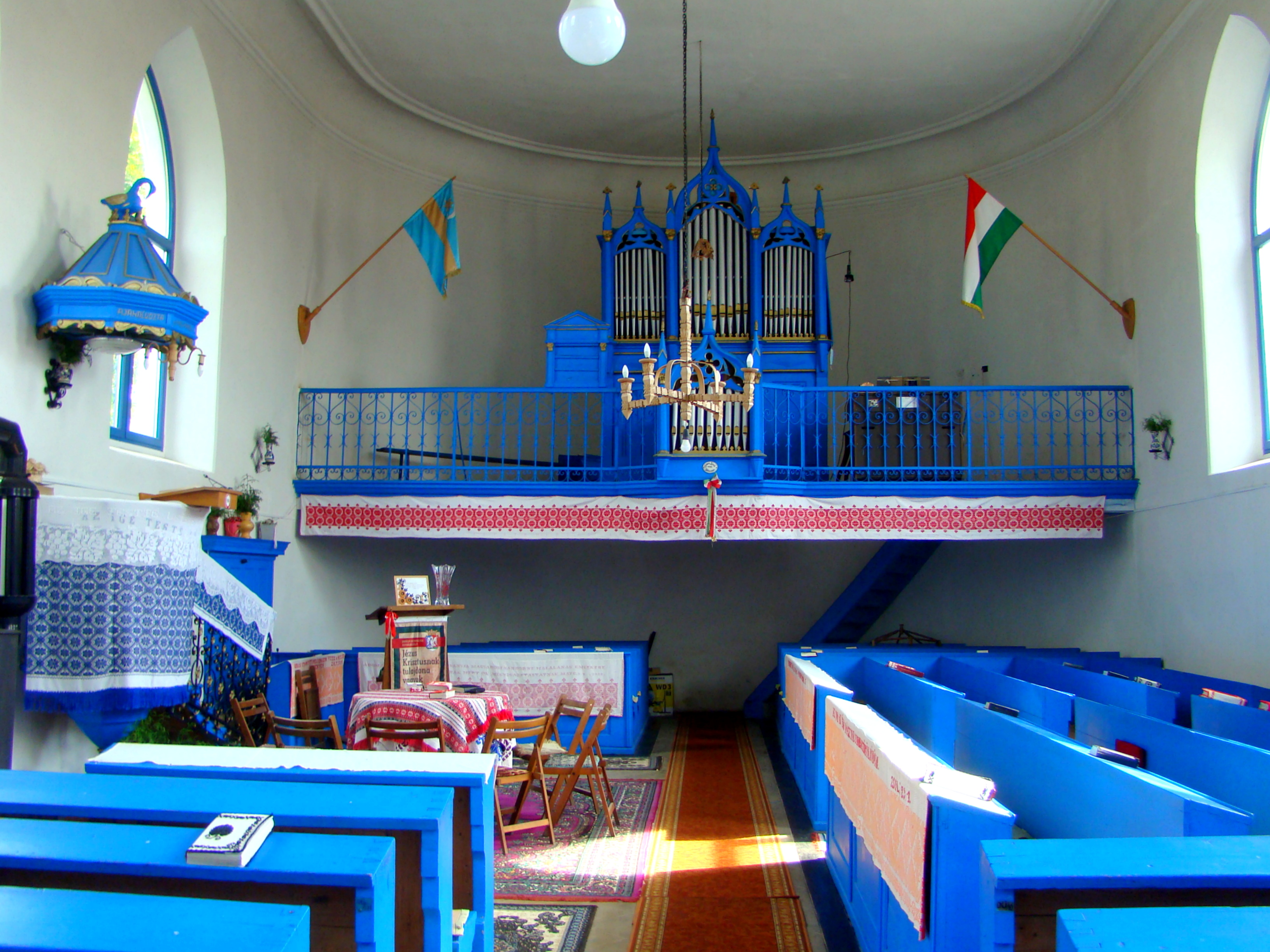